# Großstadtrevier/Episodenliste

Logo der Serie Großstadtrevier

Diese Episodenliste enthält alle Episoden der deutschen Fernsehserie Großstadtrevier, sortiert nach der deutschen Erstausstrahlung. Die Fernsehserie umfasst derzeit 37 Staffeln mit 512 Episoden sowie zwei Spielfilme.

## Übersicht
| Staffel    | Episodenanzahl | Erstausstrahlung | Erstausstrahlung |
| Staffel    | Episodenanzahl | Staffelpremiere  | Staffelfinale    |
| ---------- | -------------- | ---------------- | ---------------- |
| 1          | 6              | 16. Dez. 1986    | 20. Jan. 1987    |
| 2          | 6              | 27. Jan. 1987    | 3. Mär. 1987     |
| 3          | 8              | 10. Mär. 1987    | 6. Feb. 1989     |
| 4          | 8              | 2. Jan. 1991     | 14. Feb. 1991    |
| 5          | 8              | 21. Feb. 1991    | 11. Apr. 1991    |
| 6          | 12             | 6. Okt. 1992     | 22. Dez. 1992    |
| 7          | 12             | 26. Okt. 1993    | 11. Jan. 1994    |
| 8          | 12             | 18. Jan. 1994    | 5. Apr. 1994     |
| 9          | 13             | 10. Jan. 1995    | 4. Apr. 1995     |
| 10         | 13             | 26. Nov. 1996    | 4. Mär. 1997     |
| 11         | 13             | 11. Mär. 1997    | 3. Jun. 1997     |
| 12         | 13             | 11. Aug. 1998    | 27. Okt. 1998    |
| 13         | 13             | 25. Mär. 1999    | 1. Jun. 1999     |
| 14         | 13             | 7. Mär. 2000     | 30. Mai 2000     |
| 15         | 13             | 24. Apr. 2001    | 28. Jan. 2002    |
| 16         | 13             | 4. Feb. 2002     | 6. Mai 2002      |
| 17         | 16             | 13. Jan. 2003    | 5. Mai 2003      |
| 18         | 16             | 5. Jan. 2004     | 26. Apr. 2004    |
| 19         | 16             | 17. Jan. 2005    | 25. Apr. 2005    |
| 20         | 16             | 16. Jan. 2006    | 29. Mai 2006     |
| 21         | 16             | 26. Feb. 2007    | 2. Jul. 2007     |
| 22         | 16             | 31. Mär. 2008    | 4. Aug. 2008     |
| 23         | 22             | 21. Sep. 2009    | 8. Mär. 2010     |
| 24         | 15             | 22. Nov. 2010    | 21. Mär. 2011    |
| 25         | 17             | 31. Okt. 2011    | 24. Feb. 2012    |
| 26         | 16             | 12. Nov. 2012    | 18. Mär. 2013    |
| 27         | 16             | 25. Nov. 2013    | 31. Mär. 2014    |
| 28         | 16             | 24. Nov. 2014    | 23. Mär. 2015    |
| 29         | 16             | 30. Nov. 2015    | 21. Mär. 2016    |
| 30         | 16             | 6. Mär. 2017     | 6. Nov. 2017     |
| 31         | 16             | 13. Nov. 2017    | 26. Nov. 2018    |
| 32         | 16             | 12. Nov. 2018    | 1. Apr. 2019     |
| 33         | 14             | 27. Jan. 2020    | 4. Mai 2020      |
| 34         | 18             | 15. März 2021    | 3. Januar 2022   |
| 35         | 16             | 5. Sep 2022      | 23. Jan 2023     |
| 36         | 12             | 9. Okt 2023      | 21. Okt. 2024    |
| 37         | 16             | 14. Okt. 2024    | –                |
| Spielfilme | Spielfilme     | 19. Mai 2021 –   | 19. Mai 2021 –   |

## Staffel 1
Die Erstausstrahlung der ersten Staffel mit sechs Episoden wurde vom 16. Dezember 1986 bis zum 20. Januar 1987 auf dem deutschen Sender Das Erste gesendet.
| Nr. (ges.) | Nr. (St.) | Originaltitel                  | Zusammenfassung | Erstausstrahlung D |
| ---------- | --------- | ------------------------------ | --- | ------------------ |
| 1          | 1         | Mensch, der Bulle ist ’ne Frau | Nachdem die frisch ausgelernte Polizistin Ellen Wegener ihre Kollegen auf dem Hamburger 14. Polizeirevier kennengelernt hat, arbeitet sie mit ihrem Kollegen Polizeihauptwachtmeister Richard Block an ihrem ersten Fall, bei dem es sich um Fischvergiftung handelt.                                                                 | 16. Dez. 1986      |
| 2          | 2         | Speedy                         | Mehrere Kinder und Jugendliche nutzen das vorweihnachtliche Treiben in einem Einkaufszentrum, um Passanten zu bestehlen. Richard Block und Ellen Wegener sollen sich des Falles annehmen. | 23. Dez. 1986      |
| 3          | 3         | Prosit Neujahr                 | Der Antiquitätenhändler van Elten gibt an, er sei Opfer eines Einbruchs geworden. Richard Block bezweifelt dies jedoch und glaubt an einen Versicherungsbetrug. | 30. Dez. 1986      |
| 4          | 4         | Amamos & Consorten             | Ellen Wegener lernt die achtzehnjährige Helga kennen. Nachdem Helga völlig verwirrt auf die Wache gekommen war, ist sie verschwunden. Richard Block glaubt im Gegensatz zu seiner Kollegin nicht an ein Verbrechen. | 6. Jan. 1987       |
| 5          | 5         | Der Champ                      | Ein alter Boxchamp hält Ellen Wegener und Richard Block auf Trab. Erst verteidigt er angeblich ein Kind, dann wird er in der Nähe einer Baustelle angetroffen, wo sich viele holländische Schwarzarbeiter befinden. | 13. Jan. 1987      |
| 6          | 6         | Fahrerflucht                   | Ellen Wegener und Richard Block werden zu einem Unfall mit Fahrerflucht gerufen, bei dem ein kleines Mädchen, laut einer Zeugenaussage durch ein VW Käfer Cabrio, schwer verletzt wurde. Kurz danach kommt per Notruf ein Überfall auf ein Juweliergeschäft herein, bei dem die Täter auch mit einem VW Käfer Cabrio geflüchtet sind. | 20. Jan. 1987      |

## Staffel 2
Die Erstausstrahlung der zweiten Staffel mit weiteren sechs Episoden wurde vom 27. Januar bis zum 3. März 1987 auf dem deutschen Sender Das Erste gesendet.
| Nr. (ges.) | Nr. (St.) | Originaltitel             | Zusammenfassung | Erstausstrahlung D |
| ---------- | --------- | ------------------------- | --- | ------------------ |
| 7          | 1         | Rote Karte für Thomas?    | Thomas soll bei einem Training eines größeren Hamburger Fußballvereins vorspielen, doch sein Vater der Polizist Block verhindert dies, indem er dessen Einverständniserklärung nicht unterzeichnet. Thomas hat daraufhin eine Idee. | 27. Jan. 1987      |
| 8          | 2         | Feine Gesellschaft        | Wegen Ruhestörung werden die Polizisten Wegener und Block zu einer Feier gerufen, nachdem sie abziehen, erfolgt eine weitere Ruhestörungsmeldung. Nun müssen sie handeln.                                                           | 3. Feb. 1987       |
| 9          | 3         | Große Haie, kleine Fische | Neben Autodiebstählen kommt es dazu, dass Frau Wegener anonyme Drohanrufe erhält, sie wagt es zunächst nicht ihren Kollegen zu berichten. Doch diese Anrufe werden dreister und sie rufen sogar auf der Dienststelle an.            | 10. Feb. 1987      |
| 10         | 4         | Geleimt                   | Der Polizist Block entdeckt seinen guten alten Freund Fred, dieser lebt mittlerweile in Spanien und Block ist nicht ohne Neid. | 17. Feb. 1987      |
| 11         | 5         | Robin Hood                | Ellen Wegeners Streifenwagen erfasst eine Passantin, durch ein Fernsehmagazin wird ihre Geschichte dann auch noch publik. In der Folge vertritt Lüders (Freddy Quinn) den Revierleiter Bogner.                                      | 24. Feb. 1987      |
| 12         | 6         | Fotos aus Ibiza           | Ellen Wegener wird nach Ibiza eingeladen, Block und Köhler folgen ihr und werden prompt mit einem Fall aus Hamburg konfrontiert, wobei es sich um einen Mann handelt der sich bei älteren Frauen einschmeichelt.                    | 3. März 1987       |

## Staffel 3
Die Erstausstrahlung der dritten Staffel mit jetzt acht Episoden wurde vom 10. März 1987 bis zum 6. Februar 1989 auf dem deutschen Sender Das Erste gesendet.
| Nr. (ges.) | Nr. (St.) | Originaltitel          | Zusammenfassung | Erstausstrahlung D |
| ---------- | --------- | ---------------------- | --- | ------------------ |
| 13         | 1         | Das Tagebuch           | Nachdem Frau Wegener aufräumt, kommt ihr Tagebuch abhanden. Zwei Jugendliche erpressen sie schließlich und brechen auch noch in jenen Schützenverein ein, in dem ihr Chef Herr Bogner seine Freizeit verbringt. | 10. März 1987      |
| 14         | 2         | Kälteeinbruch          | Ein Stadtstreicher wird tot aufgefunden. Frau Wegener und Herr Block haben ihn zuvor im Schrebergarten hingefahren, doch dies war nicht mit der Dienststelle abgestimmt.                                        | 19. Dez. 1988      |
| 15         | 3         | Ein ganz normaler Tag  | Köhler stürzt vom Motorrad und wird ins Krankenhaus gebracht. Währenddessen gibt es auf dem 14. Revier einen Bombenalarm.                                                                                       | 2. Jan. 1989       |
| 16         | 4         | Zielschuss rot         | Ellen Wegener macht ihren Segelschein, dabei fällt ihr ein Auto mit markantem Farbspray auf, das vor kurzem in einem Fall von gestohlener Bord-Elektronik erkannt wurde.                                        | 9. Jan. 1989       |
| 17         | 5         | Die neue Kollegin      | Der sog. Discomörder tötet junge Frauen. Die neue Kollegin hat ein Geheimnis, das sie zunächst nach Buchholz und schließlich auch noch zum Discomörder führt.                                                   | 16. Jan. 1989      |
| 18         | 6         | Eine böse Überraschung | Block rettet einen Mann aus der Elbe, dabei bleibt der Streifenwagen unverschlossen und wird prompt gestohlen. Mithilfe des Streifenwagens überfallen die Täter in Polizeiuniformen dann auch noch Passanten.   | 23. Jan. 1989      |
| 19         | 7         | Dame in Not            | Der Hanse-Marathon steht an, Köhler trainiert fleißig, doch soll er nun an den Absperrungen durch die Polizei teilnehmen, anstatt selbst zu laufen.                                                             | 30. Jan. 1989      |
| 20         | 8         | Geiselnahme            | Ein Mann nimmt eine Prostituierte als Geisel und führt sie in ein Wohnhaus und nimmt nun auch diese als Geiseln. Können Block und Ellen vermitteln?                                                             | 6. Feb. 1989       |

## Staffel 4
Die Erstausstrahlung der vierten Staffel mit erneut acht Episoden wurde vom 2. Januar bis zum 14. Februar 1991 auf dem deutschen Sender Das Erste gesendet.
| Nr. (ges.) | Nr. (St.) | Originaltitel      | Zusammenfassung | Erstausstrahlung D |
| ---------- | --------- | ------------------ | --- | ------------------ |
| 21         | 1         | Katzenjani         | Ein Zwölfjähriger macht sich an einem Zigarettenautomaten zu schaffen. Block und Ellen bringen ihn zum Vater, doch dieser hat durch einen Gerichtsbeschluss gar nicht mehr die Erlaubnis den Jungen bei sich zu haben.                        | 2. Jan. 1991       |
| 22         | 2         | Der verlorene Sohn | Auf einem alten Fabrikgelände fahren Jugendliche Crashcar, unter ihnen auch Maximilian Steiner, Sohn des Polizisten Dietmar Steiners. | 3. Jan. 1991       |
| 23         | 3         | Sunny Boy          | Im Niendorfer Gehege wird ein Wilderer festgenommen, Ellen tritt unterdessen einem Cabrio-Club bei. Diese wissen nicht, dass sie illegale Ware transportieren sollen.                                                                         | 10. Jan. 1991      |
| 24         | 4         | Tod auf Raten      | Eva Uhlandt, eine Drogenabhängige wird von Ellen und Block aufgegriffen, als sie von einem Drogendealer verprügelt wird. Ellen hat Mitleid mit ihr, kann sie ihr helfen?                                                                      | 17. Jan. 1991      |
| 25         | 5         | Sonntagsfrühstück  | Nahe des Altonaer Fischmarkts werden Block und Ellen zu einem Autounfall gerufen. Was hat es mit der polnischen Touristin auf sich? | 24. Jan. 1991      |
| 26         | 6         | Lügenbarone        | Block und Ellen müssen vor Gericht erscheinen, um einen alten Fall wiederaufzurollen. Block wird vom Verteidiger hart angegangen, er selbst erhält schließlich ein Bußgeld.                                                                   | 31. Jan. 1991      |
| 27         | 7         | Der Reporter       | Der Reporter Axel Ahrens lockt die Polizisten des 14. Reviers in eine Falle, natürlich sind sie nicht damit einverstanden. Doch als der Reporter nun in der Unterwelt recherchiert, kommt er selbst in Gefahr.                                | 7. Feb. 1991       |
| 28         | 8         | Prinz von Theben   | Die Künstlerin Tina hat sich nach Else Lasker-Schüler ihr Pseudonym „Prinz von Theben“ zugelegt. Sie ist mit Sprayern befreundet, die u. a. die Bahnen besprayen. Schließlich verliebt sich Tina in Block, nachdem dieser sie gerettet hatte. | 14. Feb. 1991      |

## Staffel 5
Die Erstausstrahlung der fünften Staffel (Episoden 29–36) wurde vom 21. Februar bis zum 11. April 1991 auf dem deutschen Sender Das Erste gesendet.
| Nr. (ges.) | Nr. (St.) | Originaltitel                | Zusammenfassung | Erstausstrahlung D |
| ---------- | --------- | ---------------------------- | --- | ------------------ |
| 29         | 1         | Das schwarze Schaf           | Kollege Prettner hatte noch Alkohol im Blut, als er auf Streife fuhr und dabei einem Wagen die Vorfahrt nahm. Block wusste davon und weiß, wenn er eine Aussage diesbezüglich macht, ist der Kollege seine Stellung los.               | 21. Feb. 1991      |
| 30         | 2         | Der Blumenhändler            | Der Sohn des Blumenhändlers Sassendorf möchte gerne Polizist werden und macht sich selbst auf Spurensuche. Doch er gelangt selbst in Gefahr.                                                                                           | 28. Feb. 1991      |
| 31         | 3         | Treffpunkt Kino              | Kleinganove Harry ist wieder frei und Block hilft ihm. So findet dieser eine Stellung beim Panoptikum. Doch dann wird dort seine Freundin tot aufgefunden, das Gästebuch ist ebenfalls fort. Doch Block glaubt an die Unschuld Harrys. | 7. März 1991       |
| 32         | 4         | Gelegenheit macht Diebe      | Während einer Bombenentschärfung werden die umliegenden Wohnungen von zwei Dieben heimgesucht. Der nicht im Dienst tätige Köhler entdeckt die Diebstähle.                                                                              | 14. März 1991      |
| 33         | 5         | Altes Eisen                  | Im Hamburger Hafen werden Container mit Computern gestohlen. Der ehemalige Polizist Menzel macht sich auf die Diebe zu suchen. Auf dem Revier trifft er auf Frau Knopp. Was hat Frau Knopp mit diesem Fall zu tun?                     | 21. März 1991      |
| 34         | 6         | Lauter ehrenwerte Leute      | Bei einem Unfall wird ein zwölfjähriges Kind getötet. Dr. Carlson ist der Hauptverdächtige. Doch können Ellen und Block ihn überführen?                                                                                                | 28. März 1991      |
| 35         | 7         | Menschlich, allzu menschlich | Bogner gerät von Block unter Verdacht dienstlicher Verfehlungen, denn ein Ermittler ist im Revier eingetroffen. Es kommt zum Streit zwischen Bogner und Block, da dieser sich hintergangen fühlt.                                      | 4. Apr. 1991       |
| 36         | 8         | Fährmann hol’ röver          | Block ist auf der Insel Neuwerk. Ellen und Köhler wollen ihn dort besuchen, sie wissen nicht, dass zwei gesuchte Gemäldediebe sich dort verstecken.                                                                                    | 11. Apr. 1991      |

## Staffel 6
Die Erstausstrahlung der sechsten Staffel wurde vom 6. Oktober bis zum 22. Dezember 1992 auf dem deutschen Sender Das Erste gesendet.
| Nr. (ges.) | Nr. (St.) | Originaltitel            | Zusammenfassung | Erstausstrahlung D |
| ---------- | --------- | ------------------------ | --- | ------------------ |
| 37         | 1         | Der Neue                 | Dirk Matthies wird auf das 14. Revier versetzt, er ersetzt Block. Ellen und er fahren auf Streife, als schließlich ein Mann seine Frau ermordet und in die Kanalisation flieht. Ellen steigt hinab, wird aber von dem Täter niedergeschlagen. Schließlich füllt sich nun auch noch durch den Regen die Kanalisation rapide.                          | 6. Okt. 1992       |
| 38         | 2         | Schutzgeld               | Bogners Geburtstag soll gefeiert werden. Als sie bei Wassili einkehren, kommt Köhler darauf, dass Wassili von einer Bande zu Schutzgeld erpresst wird. Er verfolgt die Täter. | 13. Okt. 1992      |
| 39         | 3         | Tierfreunde              | Oma Krauses Kanarienvogel Henning ist aus dem Fenster geflogen. Durch ihre Hilfe kann jedoch eine Glücksspielbande festgesetzt werden. | 20. Okt. 1992      |
| 40         | 4         | Die lieben Alten         | Ellens Tante Edith kann sich den Pensionsstift nicht mehr leisten. Ellen findet jedoch heraus, dass diese keine Erhöhung unternommen hat, sondern das wahrscheinliche eine Patenschaft die Schuld ist. | 27. Okt. 1992      |
| 41         | 5         | Auf Gift gebaut          | Das alte Ehepaar Reiter soll aus dem Haus hinaus, da es auf Gift gebaut wurde. Enkel Jochen will das nicht wahrhaben und schießt mit einem Kleinkaliber auf den Schuldigen. | 3. Nov. 1992       |
| 42         | 6         | Revanche                 | Auf einem Bahnhof wird ein Mann bepöbelt. Dirk findet heraus, dass es sich um seinen alten Freund Joe, den ehemaligen Boxer, handelt. Damit er aus seiner Alkoholsucht herauskommt, wird ein Boxkampf in der Kneipe Zur Ritze veranstaltet. Ein Hamburger Juwelier will in den Pausen seinen Schmuck zeigen, aber da ist die Gefahr vorprogrammiert. | 10. Nov. 1992      |
| 43         | 7         | Vereinskameraden         | Polizeireviersleiter Bogner hat eine Feier im Schützenfest, als nebenan eingebrochen wird, steht nun die Kellnerin wegen eines abgezogenen Polizeiwagenschlüssels unter Verdacht. | 17. Nov. 1992      |
| 44         | 8         | Kur- und andere Schatten | Ellen fährt mit einer Freundin aus einem anderen Revier zur Kur. Dort angekommen findet sie dessen Freund auffällig, die Hehlerware aus Parfums kommt ihr verdächtig vor und sie macht an die Recherchearbeit. | 24. Nov. 1992      |
| 45         | 9         | Lebensretter             | Jens Pallmann ist aus einem Kinderheim ausgerissen. Ein alter Mann hilft dem Jungen, zumal dessen Mutter sich in arger Bedrängnis befand. | 1. Dez. 1992       |
| 46         | 10        | Tür an Tür               | Im Fall einer Kindesmisshandlung erkennen Ellen und Dirk, dass es sich bei dem Vater um einen Polizist von einem anderen Revier handelt, der schon häufiger aufgefallen ist. | 8. Dez. 1992       |
| 47         | 11        | Mitgegangen, mitgefangen | Dirk hat eine Frau und ihr Kind Sasha vorübergehend in seiner Wohnung untergebracht. Der Junge Sasha trifft einen Schulschwänzer, der vor den Augen Sashas einige Comics stiehlt. Sasha wird vom Comicverkäufer festgehalten. | 15. Dez. 1992      |
| 48         | 12        | Der Flußpirat            | Wie der Flusspirat wurde nun auch jene Frau, die bei Dirk einquartiert ist, Opfer eines betrügerischen Maklers. Können Dirk und Ellen ihm das Handwerk legen? | 22. Dez. 1992      |

## Staffel 7
Die Erstausstrahlung der siebten Staffel wurde vom 26. Oktober 1993 bis zum 11. Januar 1994 auf dem deutschen Sender Das Erste gesendet.
| Nr. (ges.) | Nr. (St.) | Originaltitel    | Zusammenfassung | Erstausstrahlung D |
| ---------- | --------- | ---------------- | --- | ------------------ |
| 49         | 1         | Der Besuch       | Mit vielen kleinen Nadelstichen versucht Ellen Wegener die Bar „Daisy“ in Bedrängnis zu bringen. Ellen Wegener kommt jedoch selbst in Gefahr, als es sich nun um Drogendeals und Mord handelt.                                                                                         | 26. Okt. 1993      |
| 50         | 2         | Frühlingsgefühle | Conny liebt den verkannten Maler Mario, doch der nutzt sie aus, da sie Geld für ihn eintreiben muss. Sie kommt ihm auf die Schliche, doch nun wird ihr Leben bedroht. | 2. Nov. 1993       |
| 51         | 3         | Brüderchen       | Olaf gehört der Skinhead-Szene an. Als er nun frei kommt, kann er, auch wegen seines Bruders, der Szene nicht mehr entkommen. | 9. Nov. 1993       |
| 52         | 4         | Späte Reue       | Der Lebensgefährte der Frau Kreuzer erpresst mit dem kleinen Mädchen Marie die Familie Hübner. | 16. Nov. 1993      |
| 53         | 5         | Radrennen        | Eine Bande von Opeldieben schiebt Dirk Matthies Dopingmittel ins Haus, wodurch die Kripo eingreift und Dirk erst einmal suspendiert wird. | 23. Nov. 1993      |
| 54         | 6         | Pferdediebe      | Eine Frau wird erpresst, das Rennpferd soll sie für 10.000 Mark wieder erhalten. Dirk und Ellen gehen in Verkleidung auf die Suche nach den Erpressern. | 30. Nov. 1993      |
| 55         | 7         | Zapfenstreich    | Zwei Offiziersanwärter werden erpresst und geben den Erpressern eine ihrer Waffen. Später haben sie ein schlechtes Gewissen und vertrauen sich Dirk an. | 7. Dez. 1993       |
| 56         | 8         | Bodo             | Ellen bekommt von einem Mann einen Hund mit dem Namen „Bodo“. Der Hund wird nun ihr Begleiter, da kein Tierheim ihn aufnehmen kann. | 14. Dez. 1993      |
| 57         | 9         | Oh, du fröhliche | Es ist viel los auf der Wache, dennoch lässt sich Steiner nicht davon abbringen, dass ein echter Tannenbaum im Wachraum stehen soll. | 21. Dez. 1993      |
| 58         | 10        | Türkisches Poker | Güven hatte Ellen einst kennengelernt und schenkt ihr kostbaren Schmuck, doch sie lehnt ab. Erst als Güven etwas über einen Drogendealer erfährt, ist Ellen wieder an seiner Seite. | 28. Dez. 1993      |
| 59         | 11        | Ein Hundstag     | Bogner feiert sein 35. Dienstjubiläum. Doch Steiner hat just an diesem Tag die Maler dorthin beorderte, trotzdem kann man, nach einigen Turbulenzen, am Ende das Dienstjubiläum feiern.                                                                                                | 4. Jan. 1994       |
| 60         | 12        | Ellens Baby      | Ellen und Dirk müssen die Identität einer jungen Frau ermitteln, die am hellichten Tag in einer belebten Einkaufsstraße gekidnappt wurde. Zusätzlich müssen sie sich auch noch um das Baby der Entführten kümmern. Die Nachforschungen führen zu einem alten, nicht aufgeklärten Fall. | 11. Jan. 1994      |

## Staffel 8
Die Erstausstrahlung der achten Staffel mit weiteren 12 Episoden wurde vom 25. Januar bis zum 12. April 1994 auf dem deutschen Sender Das Erste gesendet.
| Nr. (ges.) | Nr. (St.) | Originaltitel             | Zusammenfassung | Erstausstrahlung D |
| ---------- | --------- | ------------------------- | --- | ------------------ |
| 61         | 1         | Ellens Abschied (1)       | Nachdem Dirk Matthies ihr einen Antrag gemacht hat rückt Ellen Wegener von ihrem Plan ab, Hamburg zu verlassen. Im Revier meldet Herr Wulff seine Frau als vermisst, von der er getrennt lebt. Deren Nachbarin behauptet beobachtet zu haben, wie Herr Wulff seine Frau getötet hat. Ellen und Dirk stoßen auf widersprüchliche Indizien. Nachdem die Nachbarin weitere nächtliche Aktivitäten meldet, macht sich Ellen alleine auf den Weg. In Wulffs Wochenendhaus trifft sie Frau Martens an, eine Apothekerin und Wullfs Geliebte, die ihr Tee anbietet und sie dabei vergiftet. Zu Hause angekommen bricht Ellen zusammen. | 25. Jan. 1994      |
| 62         | 2         | Ellens Abschied (2)       | Ellen wird ins Krankenhaus gebracht, wo sie an Herzversagen stirbt. Für Dirk, der nicht an einen natürlichen Tod glaubt, bricht eine Welt zusammen. Dirk weiß, dass Ellen am letzten Abend unterwegs war und versucht, ihre letzte Nacht zu rekonstruieren. Er glaubt, den Fall gelöst zu haben, doch es fehlen ihm stichhaltige Beweise. Da Dietmar und Rolf ihm nicht glauben, ist er ausgerechnet auf die Hilfe des unsympathischen Kollegen Quest angewiesen. | 1. Feb. 1994       |
| 63         | 3         | Der erste Tag             | | 8. Feb. 1994       |
| 64         | 4         | Kein Tag wie jeder andere | „Harry“ hat ihren ersten Einsatz und wird bei einer Busentführung eingesetzt. Sie soll dem Griechisch sprechenden Busfahrer eine Mitteilung überliefern, damit der Entführer und Bankräuber gestellt werden kann. | 15. Feb. 1994      |
| 65         | 5         | Karaoke                   | Eine Band wird beschuldigt Versicherungsbetrug begangen zu haben, doch Dirk glaubt nicht das die junge Band dahinter steckt, jener Band hatte er die John Lennon Gitarre geliehen, die auch gestohlen wurde. | 22. Feb. 1994      |
| 66         | 6         | Frühdienst                | Nicht nur, dass Maikes Wagen gestohlen wurde, auch Steiners Sohn hat seine Arbeitsstelle wegen Trunksucht verloren. Nun wird vermutet, dass er in ein kriminelles Milieu geraten ist. | 1. März 1994       |
| 67         | 7         | Manege frei               | Ein falscher Polizist treibt sein Unwesen und Dirk hat die Idee einer Benefizveranstaltung für einen Zirkus. | 8. März 1994       |
| 68         | 8         | Die großen Ferien         | Ein Serieneinbrecher macht die Runde, erst durch einen Taxifahrer kommt man ihm auf die Schliche. | 15. März 1994      |
| 69         | 9         | Kopfgeld                  | Dirk sieht wie am Hafen ein Mann erschossen wird, doch der Mörder entkommt. Hierdurch ist er nun selbst die Zielscheibe. | 22. März 1994      |
| 70         | 10        | Wer zuletzt lacht         | Heinz Sommer entkommt Dirk, die sich beide schon lange kennen. Hat Dirk ihn deshalb freiwillig laufen lassen? Die Gefahr verstärkt sich, als ein Boot mit Kindern in die Luft gesprengt werden soll. | 29. März 1994      |
| 71         | 11        | Schutzengel               | Harry und Dirk versuchen im Rotlichtmilieu einen Einbrecher zu fassen. | 5. Apr. 1994       |
| 72         | 12        | Body-Check                | Klaus kann in die A-Mannschaft des Eishockeyclubs aufgenommen werden, doch plötzlich sind Wertsachen aus der Garderobe entwendet worden und werden bei Klaus gefunden. Nun werden Klaus sowie der Hausmeister beschuldigt. | 12. Apr. 1994      |

## Staffel 9
Die Erstausstrahlung der neunten Staffel (Episoden 73–85) wurde vom 10. Januar bis zum 4. April 1995 auf dem deutschen Sender Das Erste gesendet.
| Nr. (ges.) | Nr. (St.) | Originaltitel                | Zusammenfassung | Erstausstrahlung D |
| ---------- | --------- | ---------------------------- | --- | ------------------ |
| 73         | 1         | Des Sängers Hund             | Der berühmte Luigi Papadelli ist in Hamburg und verliert seinen Hund. Ein Erpresser meldet sich, doch trotz der abgegebenen Summe bleibt der Hund verschwunden.                                                                       | 10. Jan. 1995      |
| 74         | 2         | Die Uhr des Lebens           | Tanja besucht den Uhrmacher Wedekind. Dirk ist davon ungehalten und will herausfinden, was Tanja dort so lange macht. Unterdessen zeigt ein Mann Passantinnen immer wieder sein Messer.                                               | 17. Jan. 1995      |
| 75         | 3         | Schwedische Gardinen         | Königin Silvia von Schweden wird angekündigt und das 14. Revier wird nun so dekoriert, dass es mehr einem botanischen Garten gleicht.                                                                                                 | 24. Jan. 1995      |
| 76         | 4         | Crashkids                    | Jugendliche (Die Crashkids) knacken Autos, doch auf dem Revier kann man sie nicht festhalten, da sie unter 14 sind. Harry geht inkognito in ihre Gruppe, um mehr herauszufinden.                                                      | 31. Jan. 1995      |
| 77         | 5         | Heidehonig                   | Zwei ältere Damen verkaufen an der Tür Honig. Wenn die Hausbewohner dann erwachen, sind ihre Wertsachen gestohlen. Aber können die zwei älteren Frauen wirklich so dreist sein?                                                       | 7. Feb. 1995       |
| 78         | 6         | Die Geldgräber               | Bei einem Banküberfall erkennt Dirk einen früher guten Freund wieder, als dieser entkommt, wird die Vermutung geäußert, er habe ihn absichtlich laufen lassen.                                                                        | 14. Feb. 1995      |
| 79         | 7         | Ihr Mörder, gnädige Frau     | Steiner fährt an die Ostsee, nach Laboe, doch ob dort alles ruhig verläuft? | 21. Feb. 1995      |
| 80         | 8         | Die heiligen drei Königinnen | Verwalter Zylinski schmeißt Frau Hofmann aus ihrem Heim, doch drei Frauen wenden sich daraufhin an die Polizei, wodurch Tanja und Dirk zu ermitteln beginnen.                                                                         | 28. Feb. 1995      |
| 81         | 9         | Der Rächer                   | Ein Porschefahrer fährt ein Mädchen an, die schwerverletzt liegen bleibt. Dirk findet heraus, dass der Fahrer telefoniert hat. Doch der Porschefahrer macht nun wiederum Dirk verantwortlich dafür, dass dieser Morddrohungen erhält. | 7. März 1995       |
| 82         | 10        | Die Mörderin                 | Hinter der Haushälterin Vera Fischer steckt eine Frau, die mit gefälschten Papieren hantierte. Nun ermitteln auch Dirk und Tanja. | 14. März 1995      |
| 83         | 11        | Karambolage                  | Nach einem Auffahrunfall muss eine ganze Straße gesperrt werden, zwei Fahrer sind flüchtig und unter den Beteiligten sind auch noch Bankräuber.                                                                                       | 21. März 1995      |
| 84         | 12        | Langfinger                   | Langfinger „Paul Schmitz“ ist Taschendieb und selbst bei der Polizei eine Legende. Ist er noch heute aktiv? | 28. März 1995      |
| 85         | 13        | Der Funkspruch               | Lothar Krüger gibt einen Funkspruch ab, der Dirk in die Schuhe geschoben wird. Lothar ist sich über die Konsequenzen seines Funkspruchs zunächst nicht im Klaren.                                                                     | 4. Apr. 1995       |

## Staffel 10
Die Erstausstrahlung der zehnten Staffel wurde vom 26. November 1996 bis zum 4. März 1997 auf dem deutschen Sender Das Erste gesendet.
| Nr. (ges.) | Nr. (St.) | Originaltitel       | Zusammenfassung | Erstausstrahlung D |
| ---------- | --------- | ------------------- | --- | ------------------ |
| 86         | 1         | Wühlmäuse           | Eine Frau ist sich nicht sicher, ob sie eine Anzeige aufgeben soll, und verlässt das Revier wieder. Später findet ein Banküberfall statt.                                                                                      | 26. Nov. 1996      |
| 87         | 2         | Der blonde Engel    | Der blonde Engel ist eine Heiratsschwindlerin. Auf eine Kontaktanzeige meldet sich Steiner zurück. Ist diese Frau, die für Steiner so viel bedeutet, der blonde Engel?                                                         | 3. Dez. 1996       |
| 88         | 3         | Der Ex-Freund       | Was haben die beiden ehemaligen Kollegin und der Kollege mit einer aufgebrochenen Wohnung zu tun? | 10. Dez. 1996      |
| 89         | 4         | Gute Nachbarschaft  | Ein Nachbar versucht mit allen Mittel zu beweisen, dass der Nachbar Illegales macht. Dabei wird nun auch Dirk beschuldigt, einen Joint geraucht zu haben.                                                                      | 17. Dez. 1996      |
| 90         | 5         | Ein neuer Kollege   | Klaus Peikert, ein Schüler, wird bewusstlos in einem Bach gefunden. Dirk und Tanja ermitteln. | 7. Jan. 1997       |
| 91         | 6         | Das zweite Gesicht  | Paula Kwiatkowsky erzählt auf der Polizeiwache von ihren Träumen und glaubt, dass eine Frau in Gefahr ist. Dirk und Tanja können das alles nicht glauben.                                                                      | 14. Jan. 1997      |
| 92         | 7         | Der Praktikant      | Der Praktikant Marc Haussner kommt auf das 14. Revier und wird im Fall um den „Dandy Club“ eingesetzt. Doch ist er wirklich für den Job geeignet?                                                                              | 21. Jan. 1997      |
| 93         | 8         | Verliebt im Einsatz | Harry verliebt sich in einen ehemaligen Autoknacker. Hat er sich geändert, auch weil er einige Crashkids bei sich aufgenommen hat?                                                                                             | 28. Jan. 1997      |
| 94         | 9         | Plattgemacht        | Der Kommunalpolitiker Dr. Sundermann beschwert sich über die Anwohner und den Verkehr in seiner Straße. Das 14. Revier muss sich darum kümmern.                                                                                | 4. Feb. 1997       |
| 95         | 10        | Jens, 7 Jahre       | Der Junge Jens will nicht zu seinen Verwandten nach Berlin, doch er hört genau dieses Gespräch. Kann Tanja ihm helfen? | 11. Feb. 1997      |
| 96         | 11        | Aus lauter Liebe    | Ein Bigamist hat zwei Frauen geheiratet, doch er meldet sich nicht. Ist nun eine dritte Frau involviert? | 18. Feb. 1997      |
| 97         | 12        | Nervenkrieg         | Jemand ruft bei Tanja mit einer dramatischen Mozart-Musik an. Tanja ängstigt sich schließlich so sehr, dass sie das 14. Revier beauftragt. Dirk regt sich auf, da er von Tanja nicht schon früher ins Vertrauen gezogen wurde. | 25. Feb. 1997      |
| 98         | 13        | Das Stuntgirl       | Beate ist Stuntgirl und in ihren Kollegen verliebt. Nachdem dieser sie aber abblitzen lässt, hat sie einen furchtbaren Plan.                                                                                                   | 4. März 1997       |

## Staffel 11
Die Erstausstrahlung der elften Staffel wurde vom 11. März bis zum 3. Juni 1997 auf dem deutschen Sender Das Erste gesendet.
| Nr. (ges.) | Nr. (St.) | Originaltitel           | Zusammenfassung | Erstausstrahlung D |
| ---------- | --------- | ----------------------- | --- | ------------------ |
| 99         | 1         | Die Suchmeldung         | Tanjas Freundin Petra bezichtet den Stiefvater, ihre Mutter getötet zu haben. Aber glaubt man einer, die im AK Ochsenzoll eingeliefert wurde?                    | 11. März 1997      |
| 100        | 2         | Die Aufsteiger          | Der FC St. Pauli kann aufsteigen, dadurch sind Fanmassen überall, dies nutzt ein dänisches Gangsterpärchen um unterzutauchen.                                    | 18. März 1997      |
| 101        | 3         | Trotz allem             | Nicoles Sohn hat nach einem Gewaltverbrechen schwere psychische Probleme. Dirk versucht Nicole und ihrem Sohn zu helfen, da die Gerichte nicht helfen werden.    | 23. März 1997      |
| 102        | 4         | Der Mann mit der Maske  | Klaus Nagel wird bei einem Banküberfall erkannt. Dirk ist ihm auf der Spur.                                                                                      | 1. Apr. 1997       |
| 103        | 5         | Der Zeuge               | Zwei Täter überfallen eine Tankstelle. Der eine wird als Teeges Sohn identifiziert, doch der Vater will es nicht wahrhaben.                                      | 8. Apr. 1997       |
| 104        | 6         | Die Freundin            | Krüger verliebt sich in Renate Siebert. Aber sie ist Prostituierte, wie sie ihm erst später verrät. Sie versucht auszusteigen, doch es wird schwer.              | 15. Apr. 1997      |
| 105        | 7         | Mit einem Bein im Knast | In der Zeitung wird das 14. Revier als „Prügel-Polizisten“ tituliert. Nun wird alles darauf angesetzt, das Missverständnis aufzuklären.                          | 22. Apr. 1997      |
| 106        | 8         | Nadja                   | Torsten Lorenz flieht aus dem Gefängnis, bei der Überwachung findet Dirk die querschnittsgelähmte Zeugin Nadja, in die er sich verliebt.                         | 29. Apr. 1997      |
| 107        | 9         | Der G-Man               | John Yates aus den USA und dem FBI ist zu Gast, er bekommt die Entführung eines kleinen Jungen mit.                                                              | 6. Mai 1997        |
| 108        | 10        | Brennende Probleme      | Jakob Meier lebt im Migrantenviertel und ist selbst Nazi. Er fordert von seinem Sohn, konsequent zu sein, doch durch dessen Einsatz kommt Jakob Meier ums Leben. | 13. Mai 1997       |
| 109        | 11        | Only you                | Jeanette nutzt den Sohn von Elli, Benny, aus. Er bekommt es erst spät heraus, kann Dirk da noch eingreifen?                                                      | 20. Mai 1997       |
| 110        | 12        | Durchgeknallt           | Robert Ense entführt seinen Sohn, da er das Sorgerecht nicht mehr hat. Schließlich nimmt er sogar das ganze 14. Revier und den Hausmeister als Geisel.           | 27. Mai 1997       |
| 111        | 13        | Lug und Trug            | Eine neue Masche ist, dass ein Gaunerpärchen Rentner mit einem Lottogewinn lockt und dann die Ersparnisse stiehlt.                                               | 3. Juni 1997       |

## Staffel 12
Die Erstausstrahlung der zwölften Staffel mit 13 Episoden wurde vom 11. August bis zum 27. Oktober 1998 auf dem deutschen Sender Das Erste gesendet. Das Staffelfinale „Tanjas Entscheidung“, die Ausstiegsepisode von Andrea Lüdke, wurde wegen einer kurzfristig in das Programm genommenen Übertragung des Fußball-UEFA-Pokal-Spiels zwischen dem FC Brügge und dem VfB Stuttgart um eine Woche vorgezogen. Die dadurch ausgefallene Episode „Der Koffer“ wurde erst drei Monate später, am 6. Januar 1999, gesendet.
| Nr. (ges.) | Nr. (St.) | Originaltitel         | Zusammenfassung | Erstausstrahlung D |
| ---------- | --------- | --------------------- | --- | ------------------ |
| 112        | 1         | Besuch von außerhalb  | Klaus Röhrbein ist ein UFO-Spezialist, er bringt aber nun Dirk und Tanja auf eine heiße Spur einer ganz anderen Art.                   | 11. Aug. 1998      |
| 113        | 2         | Papilein              | Ist der acht Jahre alte Henry der Sohn von Dirk Matthies?                                                                              | 18. Aug. 1998      |
| 114        | 3         | Sonntagsdienst        | Fred Schwarzer stiehlt auf dem Fischmarkt ein Messer. Schließlich zerschneidet er Bilder in einer Ausstellung. Was hat er vor?         | 25. Aug. 1998      |
| 115        | 4         | Alles wird gut        | Der 14-jährige Maximilian flieht von seinem Elternhaus, er trifft auf die Prostituierte „Angie“.                                       | 1. Sep. 1998       |
| 116        | 5         | Der Verdacht          | Hardy ist ein guter Freund von Dirk, doch dieser ist sehr bedrückt. Dirk findet heraus, dass er seit einem halben Jahr arbeitslos ist. | 8. Sep. 1998       |
| 117        | 6         | Einsatz mit Geschmack | | 15. Sep. 1998      |
| 118        | 7         | Fehlschuss            | | 22. Sep. 1998      |
| 119        | 8         | Der alte Kapitän      | | 29. Sep. 1998      |
| 120        | 9         | Feiglinge             | | 6. Okt. 1998       |
| 121        | 10        | Faule Eier            | | 13. Okt. 1998      |
| 122        | 11        | Ermessensfrage        | | 20. Okt. 1998      |
| 123        | 12        | Der Koffer            | | 6. Jan. 1999       |
| 124        | 13        | Tanjas Entscheidung   | | 27. Okt. 1998      |

## Staffel 13
Die Erstausstrahlung der 13. Staffel wurde vom 25. März bis zum 1. Juli 1999 auf dem deutschen Sender Das Erste gesendet.
| Nr. (ges.) | Nr. (St.) | Originaltitel           | Zusammenfassung | Erstausstrahlung D |
| ---------- | --------- | ----------------------- | --- | ------------------ |
| 125        | 1         | Aller Anfang ist schwer | | 25. März 1999      |
| 126        | 2         | Unter einem Dach        | | 1. Apr. 1999       |
| 127        | 3         | Leere Versprechungen    | | 8. Apr. 1999       |
| 128        | 4         | Hecht oder Brasse       | Der jüngere Christoph geht mit den beiden Nachbarsjungen auf Diebestour. Seine alleinerziehende Mutter ist mit dem Jungen überfordert. Dirk hat die Hoffnung aber noch nicht aufgegeben und will aus ihm einen „Hecht“ und keine „Brasse“ werden lassen. | 15. Apr. 1999      |
| 129        | 5         | Abrakadabra             | Dirk kennt Ulf schon aus alten Zeiten als Musiker. Er glaubt nicht, dass dieser Musikinstrumente gestohlen hat und deckt schließlich den Betrug auf. | 22. Apr. 1999      |
| 130        | 6         | Angst                   | Johanna Schäfer lebt mit ihrem Beo allein. Sie wird jedoch im Haus bedroht und soll ihre Zeugenaussage widerrufen. Dirk erkennt schnell, dass sie bedroht wird und bietet seine Hilfe an.                                                                | 29. Apr. 1999      |
| 131        | 7         | Harte Bandagen          | Dirk hatte selbst früher geboxt und kennt die Tricks der Vereinsleute dieses Boxclubs. Er glaubt nicht, dass der Amateurboxer von einer Gruppe Jugendlicher zusammengeschlagen wurde. Dirk geht den Machenschaften auf die Spur.                         | 6. Mai 1999        |
| 132        | 8         | Der Spinner             | Ein Mann in einer Detektei nennt sich Philip Marlowe. Eine Frau macht Dirk und Anna auf ihn aufmerksam. Er sieht Fässer mit Dioxin, doch kurz darauf sind die Fässer verschwunden. Hat der Spinner Recht oder waren gar keine Fässer dort?               | 20. Mai 1999       |
| 133        | 9         | Volles Risiko           | Robert Nolte und Dirk lernen sich bei einer Kneipentour kennen. Doch da bemerkt Dirk, dass Robert eine Waffe in seinem Hotelzimmer besitzt. Er heftet sich an dessen Fersen.                                                                             | 27. Mai 1999       |
| 134        | 10        | Auf Abwegen             | Albanische Jugendliche erpressen einen Kneipenbesitzer. Harry und Henning spähen die Kneipe aus und entdecken Sonderbares. | 10. Juni 1999      |
| 135        | 11        | Diamantenfieber         | Auf einer Diebestour wird Josef Koch erwischt, er ist 70 Jahre alt. Steiner ist von dem charmanten Mann auf der Wache angetan und bedankt sich bei ihm. Koch verlässt die Wache unbeschadet, Dirk und Anna müssen nun herausfinden, wo er lebt.          | 17. Juni 1999      |
| 136        | 12        | Racheengel              | Eva Schmölders sitzt im Rollstuhl und war früher bei der Polizei tätig. Hat sie den Ex-Rauschgifthändler Sievers angeschossen? | 24. Juni 1999      |
| 137        | 13        | Zeugen                  | Ein älteres Ehepaar kommt in Hamburg an, sie haben viel Bargeld dabei, da seine Frau eine dringende Operation benötigt. Zwei Ganoven laden das Ehepaar in ein Hotel ein, wo sie prompt von einem weiteren Dieb bestohlen werden.                         | 1. Juli 1999       |

## Staffel 14
Die Erstausstrahlung der 14. Staffel wurde vom 7. März bis zum 30. Mai 2000 auf dem deutschen Sender Das Erste gesendet.
| Nr. (ges.) | Nr. (St.) | Originaltitel         | Zusammenfassung | Erstausstrahlung D |
| ---------- | --------- | --------------------- | --- | ------------------ |
| 138        | 1         | Nach langer Zeit      | Die ehemalige Prostituierte wird bedroht. Da sie nicht möchte, dass ihr Ehemann von ihrer Vergangenheit erfährt, geht sie zunächst auf das Schreiben eines Erpressers ein. Dirk und Anna werden eingeschaltet. | 7. März 2000       |
| 139        | 2         | Miss Marple           | Tante Emmi kommt zum „Bubu“, zu ihrem Neffen Dirk, nach Hamburg. Dort trifft Tante Emmi auf zwielichtige Gestalten und trifft nacheinander auf drei Leichen.                                                   | 14. März 2000      |
| 140        | 3         | Engelchen             | Die zehnjährige Lisa managt alles zu Hause, da ihre Mutter Alkoholikern ist. Dirk und Anna müssen den Jugendnotdienst einschalten, da rastet Lisas Mutter aus, weil ihr das Kind weggenommen werden soll.      | 21. März 2000      |
| 141        | 4         | Gefährlicher Verdacht | Margot Malchow (62) wird ermordet aufgefunden, sie ist eine Freundin Lothars und so gerät Lothar selbst in den Fokus der Ermittlungen.                                                                         | 28. März 2000      |
| 142        | 5         | Heimspiel             | Anna Eltern kommen in Hamburg an und werden prompt in einem Restaurant überfallen. Anna will unbedingt die Täter finden, auf ihre Weise.                                                                       | 4. Apr. 2000       |
| 143        | 6         | Der weiße Ritter      | Die 17-jährige Petra will vom Dach springen, doch Dirk verhindert es. Ihr arbeitsloser Vater braucht sie zu Hause, wodurch sie selbst kein eigenes Leben führen kann. Dirk will das ändern.                    | 11. Apr. 2000      |
| 144        | 7         | Der schwarze Sheriff  | Der Rentner Heinrich Kohlmeier wird zusammengeschlagen, es kommt zu einem Konflikt zwischen Jung und Alt. | 18. Apr. 2000      |
| 145        | 8         | Tote leben länger     | Oskar erkennt in einem Restaurant einen bekannten, der eigentlich Tod sein sollte. Anna glaubt ihm zunächst nicht, doch schließlich wird der Verdacht erhärtet.                                                | 25. Apr. 2000      |
| 146        | 9         | Verlorene Tochter     | An einer Schule finden Harry und Henning Drogen. Doch der eigentliche Dealer muss mit der Schule zusammenhängen.                                                                                               | 2. Mai 2000        |
| 147        | 10        | Glaubenssache         | Bibelmissionare werden verdächtigt, Einbrüche begangen zu haben. Sie sollen nun observiert werden. | 9. Mai 2000        |
| 148        | 11        | Girlie Gang           | Eine Mädchengang drangsaliert Kerstin. Schließlich wird Kerstin für einen Diebstahl verantwortlich gemacht. Doch ein weiteres Mal gelingt das nicht, denn dafür hat sie ein Alibi.                             | 16. Mai 2000       |
| 149        | 12        | Die Stunde der Frauen | Otto Tögel will das angesparte Geld im Altersheim an den Heimleiter übergeben, doch seine Frau hat etwas dagegen und misstraut dem. Daher alarmiert sie Anna und Dirk.                                         | 23. Mai 2000       |
| 150        | 13        | Der Partner           | Bei Dirk wird eingebrochen und er wird bedroht. Ralf Timmermann, sein alter Partner bei der Polizei, wird besucht und auch er wird schließlich bedroht.                                                        | 30. Mai 2000       |

## Staffel 15
Die Erstausstrahlung der 15. Staffel wurde vom 24. April 2001 bis zum 28. Januar 2002 auf dem deutschen Sender Das Erste gesendet.

nein
| Nr. (ges.) | Nr. (St.) | Originaltitel           | Zusammenfassung | Erstausstrahlung D |
| ---------- | --------- | ----------------------- | --- | ------------------ |
| 151        | 1         | Amok                    | Anna ist auf einer Botenfahrt alleine unterwegs. Als sie dabei einen Verkehrssünder anhält, wird sie von diesem niedergeschossen. Da der Mann gefährlich ist und panisch agiert, beginnt eine große Suchaktion. Es stellt sich heraus, dass das Auto, das der Täter später auf der Flucht zurücklässt, zwar von einer Logistik-Firma als gestohlen gemeldet wurde, jedoch keine Aufbruchsspuren aufweist. Nicht die einzige Ungereimtheit in diesem Fall … | 24. Apr. 2001      |
| 152        | 2         | Der süße Betrug         | Der ehemalige Heiratsschwindler Paul „Geigen-Paul“ Lampe fällt auf eine junge Frau herein, die ihn um 100.000 Mark betrügt. Da das Vorgehen der Täterin stark an Lampes damalige Masche erinnert, vermuten Anna und Dirk einen Zusammenhang mit dessen Vergangenheit. Der Inhaber eines Fliesenlegerbetriebs lässt Henning von seinen Mitarbeitern verprügeln, da er angeblich eine Affäre mit dessen Frau haben soll. Auch Lothar bekommt die Macht der Liebe zu spüren. Da Dietmar ihn unterstützt kann ja eigentlich nichts schiefgehen.                                                                                   | 8. Mai 2001        |
| 153        | 3         | Harte Schule            | Die Lehrerin Frau Häussler wird von zwei Achtklässlern bedroht. Sie hat mit den beiden schon seit längerer Zeit Probleme, gilt aber ansonsten als beliebt und souverän. Die Beamten vom 14. Revier besuchen die Klasse zur Gewaltaufklärung, als erste Anschläge auf Frau Häussler geschehen. Der Rektor der Schule möchte aufgrund einer schweren Krebserkrankung seinen Posten schnellstmöglich räumen und sähe Frau Häussler gerne als seine Nachfolgerin. | 15. Mai 2001       |
| 154        | 4         | Die große Bugwelle      | Anna und Dirk greifen einen jungen Mann auf, der Drogen verkauft, jedoch angibt, nur durch Zufall bei einem Kofferdiebstahl an die Drogen gekommen zu sein. Dirk bekommt Besuch von seiner Nichte Pia, was jedoch nicht ganz so abläuft wie er sich das vorgestellt hat. In einer alten Flaschenpost, die zwei Kinder aus der Elbe fischen, findet Dietmar ein über vierzig Jahre altes Mordgeständnis. Er setzt alles daran, der Geschichte auf den Grund zu kommen. Henning stößt bei seinen Kollegen auf Entgeisterung, als diese bemerken, dass er sie zum Thema seiner ersten schriftstellerischen Versuche gemacht hat. | 22. Mai 2001       |
| 155        | 5         | Krügers Waffe           | Dirk und Anna verhaften ein junges Geschwisterpaar beim Überfall auf eine Apotheke. Auf dem Revier gelingt es dem Täter, einem Junkie, Lothars Dienstwaffe an sich zu reißen und mit seiner Schwester zu fliehen. Während Dirk und Anna im Gefängnis Kontakte des Täters ermitteln, leidet Lothar an Selbstzweifeln, macht sich dann aber auf, um den Fall selbst zu lösen. | 29. Mai 2001       |
| 156        | 6         | Künstlerpech            | Viele Juweliere werden ausgeraubt, Dirk und Anna glauben, dass sie etwas mit deinem Zirkus zu tun haben und wollen ihnen eine Falle stellen. | 5. Juni 2001       |
| 157        | 7         | Klau am Bau             | Baumaschinen werden von Baustellen gestohlen. Steiner und Krüger folgen dem Bauleiter Niemeyer und seinen dunklen Machenschaften. | 27. Nov. 2001      |
| 158        | 8         | Nachtgestalten          | Der farbige Mike Apple wird von anderen zusammenschlagen. Lars, der Anführer ist der Sohn eines Polizeikommsars und wird erst, nachdem er Mike auflauert und schließlich Dirk mit einer Waffe bedroht, in eine Arrestzelle gesteckt. | 11. Dez. 2001      |
| 159        | 9         | Rache für Eva           | Der Ehemann des Verkehrsopfers Eva möchte Rache an dem vermeintlichen Verursacher nach dem Gerichtsprozess üben. Damals wurde der Fall von Dirk bearbeitet. | 18. Dez. 2001      |
| 160        | 10        | Nichts als die Wahrheit | Der Schauspieler Horst Peters wird schwer verletzt in seiner Wohnung aufgefunden. Dirk Matthies und Anna Bergmann verhören Zeugen, schnell gesteht ein Nachbar den Überfall. Die beiden Polizisten sind jedoch nicht davon überzeugt. | 7. Jan. 2002       |
| 161        | 11        | Maria                   | Marias Exmann taucht plötzlich in Hamburg auf und will sie für sich zurückgewinnen, dabei wird Maria in unangenehme Situationen gebracht, die sie zunächst verschweigen will. | 14. Jan. 2002      |
| 162        | 12        | Verdammtes Glück        | Briefträger Kurt Lieblich gewinnt im Lotto und lebt im Rausch des Geldsegens: Der Postbote verwöhnt seine Geliebte mit teuren Geschenken und lädt zwielichtige Freunde zu wilden Partys ein – sehr zum Ärger seiner Nachbarn. Doch schon bald vergeht Lieblich die Freude an seinem Glück. Es treffen Drohbriefe bei ihm ein und seine Freundin verursacht einen schweren Verkehrsunfall. Dirk und Anna stellen fest, dass Lieblichs Auto manipuliert wurde. | 21. Jan. 2002      |
| 163        | 13        | Nichts geht mehr        | Hannes Beckmann wird aus dem Gefängnis entlassen. Seine Ex-Freundin Betty hat inzwischen einen neuen Partner gefunden und will nicht, dass Hannes Kontakt zum gemeinsamen Sohn Leo aufnimmt. Dirk will seinem Jugendfreund Hannes helfen, eine neue Existenz aufzubauen. Doch dann entdeckt Hannes, dass ausgerechnet sein Ex-Komplize Bernd der neue Lebensgefährte Bettys ist. Als Bernd erschlagen aufgefunden wird, fällt der Verdacht sofort auf ihn. Nur Dirk hält zu Hannes. Kann er den Mordfall aufklären? | 28. Jan. 2002      |

## Staffel 16
Die Erstausstrahlung der 16. Staffel wurde vom 4. Februar bis zum 6. Mai 2002 auf dem deutschen Sender Das Erste gesendet.
| Nr. (ges.) | Nr. (St.) | Originaltitel              | Zusammenfassung | Erstausstrahlung D |
| ---------- | --------- | -------------------------- | --------------- | ------------------ |
| 164        | 1         | Das Findelkind             |                 | 4. Feb. 2002       |
| 165        | 2         | Vaterliebe                 |                 | 11. Feb. 2002      |
| 166        | 3         | Die Jagd nach dem Glück    |                 | 18. Feb. 2002      |
| 167        | 4         | Johnny                     |                 | 25. Feb. 2002      |
| 168        | 5         | Die schöne Frau Kückelmann |                 | 4. März 2002       |
| 169        | 6         | Kleiner Mann, was nun?     |                 | 11. März 2002      |
| 170        | 7         | Erste Hilfe                |                 | 18. März 2002      |
| 171        | 8         | Mäuse und Menschen         |                 | 25. März 2002      |
| 172        | 9         | Königskinder               |                 | 8. Apr. 2002       |
| 173        | 10        | Harrys Fall                |                 | 15. Apr. 2002      |
| 174        | 11        | Mutproben                  |                 | 22. Apr. 2002      |
| 175        | 12        | Rosenkrieger               |                 | 29. Apr. 2002      |
| 176        | 13        | Das wahre Ich              |                 | 6. Mai 2002        |

## Staffel 17
Die Erstausstrahlung der 17. Staffel wurde vom 13. Januar bis zum 5. Mai 2003 auf dem deutschen Sender Das Erste gesendet.
| Nr. (ges.) | Nr. (St.) | Originaltitel            | Zusammenfassung | Erstausstrahlung D |
| ---------- | --------- | ------------------------ | --------------- | ------------------ |
| 177        | 1         | Blinder Eifer            |                 | 13. Jan. 2003      |
| 178        | 2         | Revierkämpfe             |                 | 20. Jan. 2003      |
| 179        | 3         | Ein Tag wie jeder andere |                 | 27. Jan. 2003      |
| 180        | 4         | Landpartie               |                 | 3. Feb. 2003       |
| 181        | 5         | Große Freiheit           |                 | 10. Feb. 2003      |
| 182        | 6         | Armer Junge              |                 | 17. Feb. 2003      |
| 183        | 7         | Auf der Lauer            |                 | 24. Feb. 2003      |
| 184        | 8         | Auf schmalem Grat        |                 | 3. März 2003       |
| 185        | 9         | Motorrad-Gottesdienst    |                 | 10. März 2003      |
| 186        | 10        | Der große Knall          |                 | 17. März 2003      |
| 187        | 11        | Tapetenwechsel           |                 | 24. März 2003      |
| 188        | 12        | Plagegeister             |                 | 31. März 2003      |
| 189        | 13        | Heiße Tonne              |                 | 7. Apr. 2003       |
| 190        | 14        | Tod einer alten Dame     |                 | 14. Apr. 2003      |
| 191        | 15        | Das Leben ist schön      |                 | 28. Apr. 2003      |
| 192        | 16        | Ultimo                   |                 | 5. Mai 2003        |

## Staffel 18
Die Erstausstrahlung der 18. Staffel wurde vom 5. Januar bis zum 26. April 2004 auf dem deutschen Sender Das Erste gesendet. Durchschnittlich sahen 5,34 Millionen Zuschauer die Staffel, was einem durchschnittlichen Marktanteil von 19,8 Prozent entspricht. Die erste Folge konnte 6,27 Millionen Zuschauer vorweisen und war damit die am Meistgesehene.
| Nr. (ges.) | Nr. (St.) | Originaltitel           | Zusammenfassung | Erstausstrahlung D |
| ---------- | --------- | ----------------------- | --- | ------------------ |
| 193        | 1         | Feuertaufe              | Bei einem Einsatz schießt Dirk Matthies. Er wird dadurch freigestellt und es ist fraglich, ob er je wieder in den Dienst zurückkehren darf. | 5. Jan. 2004       |
| 194        | 2         | Eiskalt erwischt        | Der Schüler Gerry hat sich in eine Prostituierte verguckt und beschäftigt mit seinem Verhalten Dirk und Svenja, die ihm Lebenshilfe geben. Harry ermittelt verdeckt bei einem Fischhändler und gerät in große Gefahr – trotz Rückendeckung durch Henning. Lothar kämpft gegen Unordnung und für ordentlichen Postlauf.                                                                 | 12. Jan. 2004      |
| 195        | 3         | Gelegenheit macht Liebe | Brigitte Mühl von der Heilsarmee wurde überfallen, sorgt sich aber sehr um den Täter, den Dirk und Svenja stellen und festnehmen konnten. Als dieser aus dem Krankenhaus verschwindet, bittet sie um Hilfe. Harry und Henning ermitteln in Sachen Schiffseinbrüche – auch nahe der Yacht von Revierleiter Voss.                                                                        | 19. Jan. 2004      |
| 196        | 4         | Videomann               | Bei Ermittlungen am Fundort einer Toten entdeckt Svenja Mentzel einen Mann, der sich verdächtig verhält. Während die Kripo-Beamten anderweitig suchen, wird Svenja aktiv, als sie bemerkt, dass der Mann sie mit der Videokamera filmt. Hans Willisch vermisst seine Frau, woraufhin Lothar und Philipp mit ihm suchend über den Kiez ziehen.                                          | 26. Jan. 2004      |
| 197        | 5         | Satisfaction            | Sehr günstige Tickets für ein Stones-Konzert lassen Svenja und Dirk aufmerken. Im Zuge der Ermittlungen treffen sie auf Mona und Bodo, die Träume und Drogenprobleme haben. | 2. Feb. 2004       |
| 198        | 6         | Schmalspur              | Der sechsjährige Jonas verschwindet im Miniatur-Wunderland in der Speicherstadt. Wurde er entführt? Harry und Henning gehen der Sache nach. Dagegen sind Dirk und Svenja im Umfeld eines alten Idols von Revierleiter Voss tätig. Hier soll es um Vertrauensbruch gehen. Und Philipp rätselt, ob seine Freundin Hanna etwa mit Lothar angebandelt hat, der sich so merkwürdig benimmt. | 9. Feb. 2004       |
| 199        | 7         | Tote Liebe              | Sara Jakschik wird als Chat-Partnerin identifiziert, dabei kommt heraus, dass sie vorhat, ihren Großvater umzubringen. | 16. Feb. 2004      |
| 200        | 8         | Fremde Mächte           | Metzger Kalle Kratzer hat große Konkurrenz mit dem Supermarkt von Filialleiter Schröder. Schließlich findet Kalle auch noch heraus, dass sein Sohn bei Schröder arbeitet, da rastet er aus. | 23. Feb. 2004      |
| 201        | 9         | Alte Liebe              | Schüsse im „Heartbreaker“ führen schließlich zu einem alten Fall von Dirk Matthies, bei dem ein Blumenhändler seine Frau verlor. Dieser schwört noch heute Rache. | 1. März 2004       |
| 202        | 10        | Pillendreher            | Ein Jogger bricht zusammen, man findet heraus, dass er Anabolika schluckt. Dirk macht sich auf die Suche nach dem Anabolika-Dealer. | 8. März 2004       |
| 203        | 11        | Jagd auf Selay          | Die 17-jährige Türkin Selay soll in der Türkei mit einem vollkommen fremden Mann verheiratet werden. Kommissarin Harry versucht, dem Mädchen zu helfen. | 15. März 2004      |
| 204        | 12        | Barkassenkrieg          | Dirk Matthies und Svenja Menzel werden in die Abgründe einer Familienfehde verwickelt. Die führt fast zu einem „Barkassenkrieg“ zwischen zwei Schifferfamilien. | 22. März 2004      |
| 205        | 13        | Zartbitter              | Dirk Matthies hat es erwischt: Er liegt mit einer gebrochenen Schulter im Bett. Svenja Menzel muss mit Ersatzkollege Karsten auskommen – ein Besserwisser vor dem Herrn. | 29. März 2004      |
| 206        | 14        | Urlaubsfreuden          | Endlich raus aus der Großstadt. Dirk ist schon vorgefahren. Bevor die Kollegen in den Urlaub nachkommen, hat er noch Zeit, Bauer Hannes für ein erstes Rendezvous mit Ines fit zu machen. | 5. Apr. 2004       |
| 207        | 15        | Traumtänzer             | Svenjas Freundin Lilo hat viel Geld in ein Schneeballsystem gesteckt – Geld, das eigentlich ihrer Tochter gehört. Die Kleine wendet sich hilfesuchend an Patentante Svenja. | 19. Apr. 2004      |
| 208        | 16        | Fremdgänger             | Harry und Henning stehen vor einem Rätsel: Bei einem Überfall soll der Täter durch einen Hintereingang geflohen sein – behauptet die Putzfrau. Doch der Nachbar hat niemanden gesehen. | 26. Apr. 2004      |

## Staffel 19
Die Erstausstrahlung der 19. Staffel wurde vom 17. Januar bis zum 25. April 2005 auf dem deutschen Sender Das Erste gesendet.
| Nr. (ges.) | Nr. (St.) | Originaltitel                | Zusammenfassung | Erstausstrahlung D |
| ---------- | --------- | ---------------------------- | --- | ------------------ |
| 209        | 1         | Die Geister, die ich rief    | Glasmeister Schmalisch erhält von seinen Kunden keine Zahlungen. Daraufhin veranlasst seine Frau einen Geldeintreiber, doch das ist keine gute Idee.                                                                                       | 17. Jan. 2005      |
| 210        | 2         | Fette Beute                  | Dirk ist in Aufruhr, nachdem seine Kollegin beim Imbiss mit einer Lebensmittelvergiftung ins Krankenhaus gebracht werden muss. Die Firma „Sonnenglück“, von der das Bratöl stammt, ist Dirk bereits bekannt.                               | 24. Jan. 2005      |
| 211        | 3         | Einsame Helden               | Der 14-jährige Ingo wird zu einem Helden, als ein Räuber über ihn fällt. Doch Ingo möchte vor seinen Klassenkameraden weiterhin als Held angesehen werden und erfindet u. a. eine Babyentführung.                                          | 31. Jan. 2005      |
| 212        | 4         | Blackout                     | Der geflohene Marc Gerber wird von Dirk nicht erkannt und so kann er in der Stadt, zusammen mit seiner neuen Freundin Nele, Blackouts auslösen.                                                                                            | 7. Feb. 2005       |
| 213        | 5         | Blind Date                   | Dirk und Katja schlichten eine Streiterei mit Schiffner. Wenig später finden sie heraus, das Schiffner in einer Schwulenbar war und es droht zu eskalieren.                                                                                | 14. Feb. 2005      |
| 214        | 6         | Der Hafenpastor              | Hafenpastor Heinrich Scholz scheint jemanden zu beherbergen, der bei einem Angriff auf einen Zuhälter beteiligt war. Dirk will auf seinen Freund Scholz einreden.                                                                          | 21. Feb. 2005      |
| 215        | 7         | 50 Minuten                   | Stefans Schwester ruft Dirk an, da sie glaubt, dass Stefan an einem Verbrechen beteiligt ist. Dirk versucht den ehemaligen Jugendtäter wieder auf den richtigen Weg zu bringen.                                                            | 28. Feb. 2005      |
| 216        | 8         | Kalte Tage                   | Philip Caspersen verlässt das Revier und geht nach Osnabrück. Dirk findet heraus, dass sein guter Freund die Kollegin „mobbt“ und will nun handeln.                                                                                        | 7. März 2005       |
| 217        | 9         | Der doppelte Matthies        | Ein Kaufhausdieb stiehlt zunächst einen Kinderschulranzen und schließlich auch Dirks Ausweis. Durch die perfide Ähnlichkeit mit Dirk kann dieser sich überall als Polizist ausgeben.                                                       | 14. März 2005      |
| 218        | 10        | Süßes Jenseits               | Bodo Hollmann hat nicht mehr lange zu leben und will seiner Frau ein Erbe hinterlassen. Dazu will er Dirk helfen, den Verbrecher „Die Ziege“ zu fangen, doch das ist gar nicht einfach.                                                    | 21. März 2005      |
| 219        | 11        | Voss in Nöten                | Revierleiter Voss wird bei einer Hausdurchsuchung entdeckt. Seine neue Freundin wird beschuldigt, Schwarzarbeiter zu beherbergen. Schließlich zerbricht die Liebe der beiden durch diese Zerreißprobe.                                     | 4. Apr. 2005       |
| 220        | 12        | Liebe, Lust und Leidenschaft | Ein Gaunerpärchen findet Gefallen daran, Ladendiebstähle zu begehen und sich dabei zu lieben. Als Harry und Henning davon hören, glauben sie es nicht, finden schließlich aber selbst Gefallen aneinander und ihre Beziehung wird inniger. | 11. Apr. 2005      |
| 221        | 13        | Bullen-Kür                   | Auf einem Bauernhofausflug wird die Bäuerin unter Druck gesetzt. Dirk will ihr helfen und kommt dort dem Exmann und dem Verehrer der Bäuerin auf die Schliche.                                                                             | 18. Apr. 2005      |
| 222        | 14        | Affenliebe                   | Der 17-jährige Kai Kaminski soll im Tierpark Hagenbeck seinen Sozialdienst ableisten (nach einem Urteil). Er freundet sich mit einem Orang-Utan an, doch dann fällt der Diebstahlsverdacht auf ihn.                                        | 25. Apr. 2005      |
| 223        | 15        | Nur geträumt                 | Lutz Roth ist geflohen, Dirk macht sich zu Kristin auf, die einst gegen ihn ausgesagt hatte. | 2. Mai 2005        |
| 224        | 16        | Kaltes Kind                  | Der Selbstmord einer alten Dame bringt Dirk auf eine heiße Spur in ein perfides System mit Geldveruntreuung. | 9. Mai 2005        |

## Staffel 20
Die Erstausstrahlung der 20. Staffel wurde vom 16. Januar bis zum 29. Mai 2006 auf dem deutschen Sender Das Erste gesendet.
| Nr. (ges.) | Nr. (St.) | Originaltitel             | Zusammenfassung | Erstausstrahlung D |
| ---------- | --------- | ------------------------- | --- | ------------------ |
| 225        | 1         | Abgründe                  | Katja trifft einen Mann, der einen Stadtplan in der Hand hat. Die Visitenkarte von ihr taucht später auf dem Revier auf, was ist nur geschehen?                                                                                               | 16. Jan. 2006      |
| 226        | 2         | Gute Kinder, böse Kinder  | Dirk und Katja erwischen den jungen Thorsten bei einem Einbruch in ein Auto. Was hat es mit der Firma auf sich und mit seinem eigenen Vater?                                                                                                  | 23. Jan. 2006      |
| 227        | 3         | Terror-Tammy              | Dirk erkennt bei Tammy, dass sie Schlimmes in der Kindheit erlebt haben muss. Schließlich wird die notorische Diebin von einem Ladenbesitzer eingesperrt, doch sie zerbricht die Tür und flieht.                                              | 30. Jan. 2006      |
| 228        | 4         | Die große Chance          | Die Vereinskasse eines Fußballvereins wird als gestohlen gemeldet. Dunja Marcowiz, die große Hoffnung des Vereins, hofft das ihr Bruder Slatko nichts damit zu tun hat.                                                                       | 6. Feb. 2006       |
| 229        | 5         | Fundsachen                | Big Harrys Nichte Marie hat einen Freund aus der Sprayerszene. Sie verstrickt sich immer mehr in seine Machenschaften. | 27. Feb. 2006      |
| 230        | 6         | Zurück auf Los            | Carmen, die junge Braut des Bankers, ist plötzlich nach der Trauung verschwunden. Welches Geheimnis besitzt sie? | 6. März 2006       |
| 231        | 7         | Spiel mit der Angst       | Ein Einbruch bei Herrn Comerell ist für Dirk nichts Ungewöhnliches. Doch der Sohn scheint ernste Probleme zu haben, hat das mit dem Vater zu tun?                                                                                             | 13. März 2006      |
| 232        | 8         | Undercover                | Harry ist undercover und verliebt sich in Frank aus der Linkenszene. Sie versucht den Fall und ihre Gefühle zu trennen, doch das ist nicht leicht.                                                                                            | 20. März 2006      |
| 233        | 9         | Kindersegen               | Fabian Brandt ist völlig überwältigt, als eine Frau, die er einst auf einer Party traf, nun mit einem Kind aus Osnabrück vor ihm steht und Unterhalt will.                                                                                    | 27. März 2006      |
| 234        | 10        | Rampensau                 | Die Tanzschülerinnen Sarah und Fenja sind gute Freundinnen, doch schließlich wollen beide bei dem Casting zu dem Musical Grease gewinnen. Hat Sarah mit dem verbrannten Umkleideschrank Fenjas und weiteren Anschlägen auf sie, etwas zu tun? | 3. Apr. 2006       |
| 235        | 11        | Wahre Liebe               | Kurt Meineke ist Dirks Skatfreund und hat nun eine junge Freundin. Dirk macht sich auf die Spurensuche, ob die junge Frau die Liebe seinem alten Freund vortäuscht.                                                                           | 10. Apr. 2006      |
| 236        | 12        | Der Sheriff von Cranz     | Dirk wird als Krankenvertretung in den Ort Hamburg-Cranz versetzt und muss prompt den Dorfkrieg zwischen Altbauern und den neuen Beschäftigten des Flugzeugunternehmens vermitteln.                                                           | 24. Apr. 2006      |
| 237        | 13        | Junge Liebe, alter Wein   | Musiker Veith Höllebach wird von einem Paparazzo rund um die Uhr überwacht. Was hat seine junge Freundin damit zu tun? | 8. Mai 2006        |
| 238        | 14        | Der Boxer                 | Bei einer Razzia in dem Lokal „Die Ritze“ bittet Winnie die Polizei um Mithilfe, da sein Herzpräparat vor dem Kampf durch Traubenzucker ersetzt wurde. Will ihn jemand vor dem Kampf aus dem Weg haben?                                       | 15. Mai 2006       |
| 239        | 15        | Fenstergespenster         | Dirk fällt von einer Leiter und muss von nun an durch das Fenster seine Nachbarn beobachten, da er Verbrechen wittert. | 22. Mai 2006       |
| 240        | 16        | Eine Sache des Vertrauens | Bei einer Schul-Fahrradinspektion erkennt Katja bei dem kleinen Tobias blaue Flecken. Sein Vater, ein Busfahrer, wird von Katja verdächtigt.                                                                                                  | 29. Mai 2006       |

## Staffel 21
Die Erstausstrahlung der 21. Staffel wurde vom 26. Februar bis zum 2. Juli 2007 auf dem deutschen Sender Das Erste gesendet.
| Nr. (ges.) | Nr. (St.) | Originaltitel              | Zusammenfassung | Erstausstrahlung D |
| ---------- | --------- | -------------------------- | --- | ------------------ |
| 241        | 1         | Tage wie dieser (1)        | Katja und Dirk sind zu einem Routineeinsatz, doch als ein Verbrecher flieht, schießt er Dirk nieder. Katja und Ben Kessler, aus dem 32. Revier, versuchen den Täter zu finden und meinen auch, einen Täter zu fassen. | 26. Feb. 2007      |
| 242        | 2         | Tage wie dieser (2)        | Dirk kennt den wahren Täter und will sich nun in die Ermittlungen einmischen. Auch wenn die Krankenschwester und Katja es versuchen zu verhindern, greift Dirk schließlich doch noch ein. | 5. März 2007       |
| 243        | 3         | Chefsache                  | Dirk erfährt, dass er nie wieder auf Streife fahren kann und will damit den Polizeidienst quittieren. Revierleiter Bernd Voss versucht unterdessen, Dirk davon abzuhalten. | 12. März 2007      |
| 244        | 4         | Hallo Chef                 | Dirk ist jetzt der Chef vom 14. Revier. Doch so richtig angefreundet hat er sich mit seinem neuen Job noch nicht. Während Lothar vergeblich versucht, das Chaos auf der Wache in den Griff zu bekommen, mischt Dirk sich lieber in die Ermittlungen seiner Kollegen ein. Ben und Katja verfolgen den Fall des autistischen Matthias, der jahrelang in einer Autowerkstatt gearbeitet hat. Für den Jungen bricht eine Welt zusammen, als sein Chef ihn von einem Tag auf den anderen feuert. Mit Dirks Hilfe bekommen Ben und Katja den Grund für Matthias’ plötzliche Entlassung heraus. | 19. März 2007      |
| 245        | 5         | Von Monstern und Mördern   | Nicki ist die Neue auf dem 14. Revier, sie hilft Lothar im Innendienst und nebenbei einem Jungen seine Ängste wieder loszuwerden. | 26. März 2007      |
| 246        | 6         | Gefallene Engel            | In der Wache nimmt der ehemalige Polizist Katja als Geisel. Dirk versucht auf Sörensen einzureden, während Ben das Auto für Katja vorbereitet. | 2. Apr. 2007       |
| 247        | 7         | Rufmord                    | Ben Kessler will seine Schwester schützen und macht sich selbst für den Unfall mit einer Radfahrerin verantwortlich. Katja ist sich dessen bewusst und will eingreifen. | 16. Apr. 2007      |
| 248        | 8         | Unter falschen Segeln      | Voss’ Freund Gröben wird beschuldigt, Geld aus der Vereinskasse genommen zu haben. Voss gibt seinem Freund 24 Stunden, um das Geld zu beschaffen. Auch Dirk ist sich der Gefahren bewusst und greift schließlich ein. | 23. Apr. 2007      |
| 249        | 9         | Der Engel von St. Pauli    | Aus dem Archiv der St.-Michaelis-Kirche sind wertvolle Folianten verschwunden. Katja und Ben machen sich auf die Suche. | 30. Apr. 2007      |
| 250        | 10        | Kinder, Kinder             | Die 15-jährige Mell Koller behauptet, Dirks Tochter zu sein. Dirk ist sich aber unsicher, doch kontaktieren soll er, laut Mell, ihre Mutter nicht. | 7. Mai 2007        |
| 251        | 11        | Wenn die Worte fehlen      | Warum schweigt Manfred Zacharias zu dem Einbruch bei sich? Ben und Katja versuchen dem auf die Spur zu gehen. | 21. Mai 2007       |
| 252        | 12        | Alles im Griff             | Ben trifft eine alte Kollegin wieder, deren Verhalten zunehmend Katjas Misstrauen weckt. Harry und Henning ermitteln nach einem Racheakt im Umfeld des Partykönigs Remma. Lothar und Dirk rasseln zusammen, was Nicki zu Hochleistungen beim Streitschlichten zwingt. | 4. Juni 2007       |
| 253        | 13        | Und bist du nicht willig … | Maren Kronauer leitet eine Frauengruppe, die sich gegen die Gewalt ihrer Ehemänner wehren, doch nun wird sie selbst von ihrem Ehemann geschlagen. Katja glaubt nicht, dass dies von einem Fahrradunfall herrührt und sucht nach Antworten. | 11. Juni 2007      |
| 254        | 14        | Hamburger Helden           | Das präparierte Walross Antje wurde aus dem Zoologischen Museum entwendet, aber wer kann so einen Koloss entwenden ohne Spuren zu hinterlassen? | 18. Juni 2007      |
| 255        | 15        | Nur wegen Dir              | Ben und Katja überbringen die Nachricht, dass Dennis schwerverletzt ins Krankenhaus gebracht wurde. Seine Schwester scheint aber ebenso wie Dennis selber etwas zu verbergen, Katja hakt genauer nach. | 25. Juni 2007      |
| 256        | 16        | Gefahren der Liebe         | Sarah wird bei einem Autounfall verletzt. Was haben der Vater und ihr Bruder damit zu tun? | 2. Juli 2007       |

## Staffel 22
Die Erstausstrahlung der 22. Staffel wurde vom 31. März bis zum 4. August 2008 auf dem deutschen Sender Das Erste gesendet. Am 23. Dezember 2008 zeigte der NDR eine Sonderfolge (Die Akte „Großstadtrevier“ – Neues aus dem Großstadtrevier), in der Dirk Matthies Frau Küppers – durch Rückblenden untermalt – über die Geschehnisse der vergangenen Jahre aufklärt.
| Nr. (ges.) | Nr. (St.) | Originaltitel                  | Zusammenfassung | Erstausstrahlung D |
| ---------- | --------- | ------------------------------ | --- | ------------------ |
| 257        | 1         | St. Pauli rettet HSV           | Bei Dirk taucht Gammelfleisch auf, er muss daher zu Hilde Sophie Vollmar, kurz HSV, eine gute Freundin. Hat ihr Bruder etwas in der gemeinsamen Schlachterei Vollmar damit zu tun?                                             | 31. März 2008      |
| 258        | 2         | Das Geheimnis des Hafenpastors | Hafenpastor Hinrich Petersen wird von einem Mann zusammengeschlagen. Doch Petersen schweigt, kennt er den wahren Täter? | 7. Apr. 2008       |
| 259        | 3         | Der Straßenmusikant            | Nicki Beck glaubt an die Unschuld ihres alten Musiklehrers, doch plötzlich entführt er Nina, seine Tochter. Nun muss Nicki handeln.                                                                                            | 14. Apr. 2008      |
| 260        | 4         | Neben der Spur                 | Bei einer Demonstration gegen die angehende Sozialsenatorin Frauke Claasen wird auch ihre Tochter verhaftet. Welches Geheimnis verbirgt die Familie?                                                                           | 21. Apr. 2008      |
| 261        | 5         | Katjas Job                     | In Alsternähe wurden bereits mehrere Frauen überfallen. Nun wird Katja der Lockvogel und kommt auch prompt in Schwierigkeiten.                                                                                                 | 28. Apr. 2008      |
| 262        | 6         | Von Träumen und Schiffen       | Dirk möchte ein Schiff von zwei seiner Freunde kaufen, doch die machen einen Rückzieher. Was hat es auf sich? | 5. Mai 2008        |
| 263        | 7         | Das Erfolgsgeheimnis           | Die Mathearbeitsaufgaben werden gestohlen. Der Schüler Nuri wird als tatverdächtig angesehen, doch Dirk findet heraus, dass die Lehrerin so einen Druck verspürt, dass sie zu Medikamenten greift. Was hat das alles auf sich? | 19. Mai 2008       |
| 264        | 8         | Schatten der Vergangenheit     | Dirk wird als Chef abgezogen, Lothar übernimmt. Währenddessen findet Katja Indizien über die Waffe heraus, mit der ihr Vater getötet wurde.                                                                                    | 26. Mai 2008       |
| 265        | 9         | Al dente                       | In Big Harrys Kneipe wird mehrmals randaliert. Nun muss sich Chef Lothar für Big Harry einsetzen, doch der blockiert jede Zusammenarbeit.                                                                                      | 2. Juni 2008       |
| 266        | 10        | Nichts als Lügen               | Hanno Harnisch wird auf den Chefsessel des 14. Reviers gesetzt, doch er will den Posten gar nicht und verweigert jegliche Zusammenarbeit mit dem Revier.                                                                       | 23. Juni 2008      |
| 267        | 11        | Morgendliche Begleitung        | Katja traut ihrem Chef Hanno Harnisch nicht und verheimlicht, dass sie und Ben sich dem kleinen Mirko abgenommen haben und ich nicht der Ausländerbehörde übergeben haben.                                                     | 30. Juni 2008      |
| 268        | 12        | Der Unberührbare               | Es eskaliert und Hanno Harnisch wird versetzt. | 7. Juli 2008       |
| 269        | 13        | Prüfungen                      | Lothar liefert Nicki vor dem Prüfungsgebäude ab, doch sie hilft lieber Björn Kircheisen, dessen Bruder in fiese Machenschaften verstrickt ist.                                                                                 | 14. Juli 2008      |
| 270        | 14        | Leben kommt, Leben geht        | Eine Frau wird von Ben und Katja entdeckt, sie gebiert schließlich ein Kind in einem Krankenwagen, doch dann verschwindet sie spurlos.                                                                                         | 21. Juli 2008      |
| 271        | 15        | Drei Tage                      | Dirk erhält eine Morddrohung. Er fragt sich, was am 17. Mai damals vorgefallen ist. | 28. Juli 2008      |
| 272        | 16        | Zukunftspläne                  | Herr Schachtschneider beschuldigt Lisa des Beischlafdiebstahls. Doch es kommt heraus, dass Lisa erst 16 Jahre alt ist. Was hat ihre Mutter, die Prostituierte ist, damit zu tun?                                               | 4. Aug. 2008       |

## Staffel 23
Die Erstausstrahlung der 23. Staffel wurde vom 21. September 2009 bis zum 8. März 2010 auf dem deutschen Sender Das Erste gesendet.
| Nr. (ges.) | Nr. (St.) | Originaltitel                  | Zusammenfassung | Erstausstrahlung D |
| ---------- | --------- | ------------------------------ | --- | ------------------ |
| 273        | 1         | Ungeschriebene Gesetze         | Aus dem 14. Revier wird das Polizeikommissariat 14, deswegen darf Dirk Matthies vom Chefsessel in den Streifendienst wechseln. Während er beweisen kann, dass er dort gut aufgehoben ist, stellt sich vor allem Lothar die Frage, wer neue(r) Revierleiter(in) wird. | 21. Sep. 2009      |
| 274        | 2         | Heikle Mission                 | Dirk Matthies hilft der Ex-Polizistin Beate Siemers, die sich in der Opferhilfe engagiert. Sie konnte Markus Hartung, dem wegen eines Überfalls gekündigt wurde, vom Selbstmord abhalten. Dirk verdächtigt den Sohn des ehemaligen Arbeitgebers als Drahtzieher des Überfalls. | 28. Sep. 2009      |
| 275        | 3         | Herzenssachen                  | Frau Küppers, die neue Chefin des PK 14, soll einem Hotelgast die Brieftasche gestohlen haben. Dirk Matthies und Katja Metz finden diese tatsächlich im Zimmer ihrer Vorgesetzten, nun müssen die Polizisten gegen ihre Chefin ermitteln. | 5. Okt. 2009       |
| 276        | 4         | Vermisst                       | Der Bäckermeister Andreas Laumann wird von seiner Frau als vermisst gemeldet. Als sie ihn in seiner Bäckerei durchs Schaufenster sieht, wird sie von einem Auto angefahren und verletzt. Dirk Matthies und Katja Metz erleben eine Überraschung, als sie die Spur des Vermissten finden: Andreas Laumann ist jetzt eine Frau und heißt Andrea. | 12. Okt. 2009      |
| 277        | 5         | Alle für einen                 | Die 15-jährige Rosa beschuldigt Henning Schulz, sie bedroht und geschlagen zu haben. Frau Küppers muss ihn vom Dienst suspendieren und verbietet den Kollegen, selbst zu ermitteln. Diese wollen trotzdem hinter das Geheimnis des Mädchens kommen. | 19. Okt. 2009      |
| 278        | 6         | Ausgebrannt                    | Dirk Matthies fährt mit dem Bus zur Arbeit, dabei erlebt er mit, wie der Busfahrer Heiner Rusche am Steuer einschläft und einen Unfall baut. Dirk findet heraus, dass Rusche an Narkolepsie leidet; deshalb kann er sich nur mit Medikamenten wachhalten. Dafür geeignete Arzneimittel wurden aus einer Arztpraxis gestohlen, in der Rusches Freundin Cornelia arbeitet. | 26. Okt. 2009      |
| 279        | 7         | Nicht mit mir                  | Der Chefkonstrukteur eines Schlösserherstellers weigert sich, seinen Arbeitsplatz zu räumen, um in den Vorruhestand zu gehen. Kurz nachdem Dirk Matthies und Katja Metz den Mann nach Hause gefahren haben, erreicht sie ein Notruf: Der Mann hat seinen Nachfolger und den Firmenchef als Geisel genommen, er fordert die Aufklärung der innerbetrieblichen Intrige, die seine Pensionierung ergab. | 2. Nov. 2009       |
| 280        | 8         | Auf große Fahrt                | Seemann Willi Harmstorff wurde seine Brieftasche mit sehr viel Geld gestohlen. Dirk Matthies und Katja Metz vermuten, dass seine Tochter den Diebstahl begangen hat, um die Seefahrt von ihrem Sohn mit seinem Großvater zu verhindern. | 16. Nov. 2009      |
| 281        | 9         | Echt falsch                    | Thomas Kippel wurden 18.000 € gestohlen, die er für eine Weltreise angespart hatte. Sein Vater, ein alter Bekannter von Dirk, der sich aber nicht an den Polizisten erinnern kann, behauptet, dass der Täter über den Hinterausgang geflüchtet ist; nach den Ermittlungen der Beamten kann das ausgeschlossen werden. | 23. Nov. 2009      |
| 282        | 10        | Hafenpastor – Der Schein trügt | Bei einem Diebstahl von 20.000 € aus dem Safe der Schiffskirche von Hinrich Petersen wird dessen Frau Corinna schwer verletzt. Dirk Matthies verdächtigt Paul Kowalski, den er mit Hilfe des Geistlichen in den Knast gebracht hat. Harry Möller und Henning Schulz halten Holger Beuthner für den Täter, da seine Erbtante angeblich das ihm zustehende Erbe der Kirche vermacht hat. | 30. Nov. 2009      |
| 283        | 11        | Comeback für Maria             | Albert Scheufele, der Vater der langjährigen Putzfrau des PK 14 Maria Scheufele, besucht seine Tochter in Hamburg und misstraut ihrem Freund. Er bittet Lothar Krüger und dessen Kollegen, sich den Mann einmal genauer anzusehen. | 7. Dez. 2009       |
| 284        | 12        | Trinkgeld                      | Ein Kugelschreiber einer Hamburger Speditionsfirma wird neben dem ausgeraubten Tresor von Maria Metz gefunden. Harry Möller und Henning Schulz treffen die Putzfrau der Bestohlenen bei dem Unternehmen. Katja Metz erfährt, dass ihre Mutter 25.000 Euro Trinkgeld im Tresor gelagert hat und eine Kiezgröße mit der Wiederbeschaffung beauftragt hat. | 14. Dez. 2009      |
| 285        | 13        | Ein neuer Anfang               | Der ehemalige Häftling Albert Kummer wird verdächtigt die Pfandleihe von Antje Reimers überfallen zu haben. Dirk Matthies und Katja Metz finden heraus, dass Kummer in Antje Reimers verliebt ist und von einer alten Knast-Bekanntschaft erpresst wird. Im Revier suchen Frau Küppers und Lothar Krüger nach Ersatz für Henning Schulz, der für ein halbes Jahr nach Afghanistan geflogen ist, um dort Polizisten auszubilden. | 21. Dez. 2009      |
| 286        | 14        | Muttertag                      | Dirk Matthies ermittelt gegen einen Mann, der angeblich die Mutter von Frau Küppers stalkt. Katja Metz’ 14-jährige Nachbarin Julie bricht in deren Wohnung ein, um dort ihre Geburtstagsparty zu feiern, weil ihre Mutter die eigene Wohnung total vermüllt hat. | 4. Jan. 2010       |
| 287        | 15        | Liebe macht blind              | Dirk Matthies wird von seiner Tante Else verständigt, dass aus ihrer Wohnung Bargeld verschwunden ist. Dringend verdächtig ist Pfleger Jens, der mit seiner Arbeit Sozialstunden ableistet. Harry Möller und Hauke Jessen unterstützen die Kollegen von der Kripo bei einer Ermittlung gegen illegal kopierte DVDs. | 11. Jan. 2010      |
| 288        | 16        | Im Zeichen des Zweifels        | Dirk Matthies wird von Kommissar Lange, einem Beamten der Dienstaufsicht, in eine Falle gelockt. Katja Metz fühlt sich schuldig und setzt sich für ihren Kollegen ein. Lange zwingt sie, eine Akte aus Frau Küppers’ Büro zu entwenden, danach wird es gefährlich. Henning Schulz kommt zurück und Hauke Jessen kehrt heim nach Husum. | 18. Jan. 2010      |
| 289        | 17        | Bretter, die die Welt bedeuten | Lothar Krüger gewinnt im Lotto den Jackpot und weiß nicht, was er mit seinem Geld anfangen soll. Dirk Matthies ermittelt bei einer Schauspielergruppe, deren Einspielgelder gestohlen wurden; dort entdeckt Lothar sein schauspielerisches Talent und unterstützt die Künstler. Harry Möller und Henning Schulz müssen Vorfälle in einer Musikhalle aufdecken, an denen ein obdachloser Sänger (Gastrolle: Heinz Rudolf Kunze) beteiligt ist. Dies ist die letzte Folge mit Lothar Krüger und die erste, in der Hannes Krabbe als dessen Nachfolger im Innendienst des PK 14 auftaucht. | 25. Jan. 2010      |
| 290        | 18        | Annas Einsatz                  | Dirk Matthies muss im Innendienst arbeiten, da Katja Metz gekündigt hat und er keinen Partner hat. Seine ehemalige Kollegin Anna Bergmann vermisst ihren achtjährigen Sohn Max, der nach der Schule nicht zur Nachmittagsbetreuung erschienen war. Harry Möller und Henning Schulz melden sich, da sie den Jungen bei sich haben. Spontan wird Anna zu einer Fahrt in einem Dienstwagen wie in alten Zeiten eingeladen. | 1. Feb. 2010       |
| 291        | 19        | Landpartie – Landfrieden       | Das 14. Kommissariat macht einen Ausflug zu Elli aus Land. Dirk ist vorausgefahren und muss dort zusammen mit dem Polizisten Holm einen Wilderer ertappen. | 8. Feb. 2010       |
| 292        | 20        | Von Männern und Musen          | Zwei Jugendliche tauschen ihre Identität, der eine übernimmt Sozialstunden, der andere überfällt ein CD-Geschäft. Anna Bergmann und Dirk Matthies kommen dem vermeintlichen Täter auf die Spur; doch sie ahnen nicht, wie die Situation tatsächlich ist. | 22. Feb. 2010      |
| 293        | 21        | Das Angebot des Tages          | Aus der Kasse von fahrenden Händlern sind 3000 € verschwunden, sowohl der Mann als auch die Frau haben Schulden zu begleichen. Dirk Matthies und Anna Bergmann verdächtigen außerdem die Angestellte des Ehepaares. | 1. März 2010       |
| 294        | 22        | Hilfe hat kein Warum           | Harry Möller und Henning Schulz ermitteln mit Kollegen gegen Schwarzarbeiter und treffen dabei auf Nurija, eine junge Afghanin, die illegal in Hamburg lebt. Henning hat ihren Bruder ausgebildet und weiß, welche Gefahren Nurija drohen, wenn sie in ihre Heimat abgeschoben wird. Deshalb begleitet er sie zum Flughafen und lässt Hamburg hinter sich. | 8. März 2010       |

## Staffel 24
Die Erstausstrahlung der 24. Staffel begann am 22. November 2010 auf dem deutschen Sender Das Erste. Gesendet wurden zunächst nur 15 der 16 angekündigten Episoden. Die letzte Episode der Staffel lief erst in der Woche vor dem Start der 25. Staffel, also am 24. Oktober 2011.
| Nr. (ges.) | Nr. (St.) | Originaltitel                  | Zusammenfassung | Erstausstrahlung D |
| ---------- | --------- | ------------------------------ | --- | ------------------ |
| 295        | 1         | Dumm gelaufen                  | Eine junge Mutter überfällt eine Spielhalle und wird angeschossen. Dirk Matthies und Anna Bergmann wollen die Tat nachweisen. Währenddessen muss Harry Möller zusammen mit ihrem neuen Kollegen Hauke Jessen dessen Geld und Motorrad suchen. | 22. Nov. 2010      |
| 296        | 2         | Der Bluff des alten Li         | Harry Möller und Hauke Jessen sollen im China-Restaurant von Herrn Li einer anonymen Anzeige wegen illegaler Beschäftigung von Arbeitnehmern nachgehen. Im Revier sorgt Ernst Schwarzmeier für lange Gesichter, da er ständig Anzeigen aufgibt, aber Hannes Krabbe keine Zeit zur Bearbeitung hat. | 29. Nov. 2010      |
| 297        | 3         | Knochenbrecher                 | Dem gealterten Schutzgelderpresser Max Borowski wurden 50.000 Euro gestohlen. Dirk Matthies und Anna Bergmann finden schnell einen Hinweis darauf, dass Borowskis Adoptivsohn Jürgen den Einbruch begangen haben könnte. Hauke Jessen hat Besuch von der Kolumbianerin Carmen Mendez, die er in Bogota kennengelernt hat. Harry Möller verdächtigt die Frau des Drogenhandels und befindet sich mit ihrem Kollegen in einem Kriminalfall.                                                                                              | 6. Dez. 2010       |
| 298        | 4         | Jimmy Heinrich war ein Seemann | Dirk Matthies und Anna Bergmann suchen nach einem Taschendieb der besonderen Sorte. Immer stiehlt er nur kleine Beträge. Und bei allen Diebstählen waren zwei alte Bekannte von Dirk Matthies in der Nähe: Jimmy Heinrich und Kurt Pitter, genannt Kuddel. Dirk weiß, dass Jimmy gerne Seemannsgarn erzählt und Kuddel gerne mal einen über den Durst trinkt. Aber als Taschendieb kann sich Dirk weder Jimmy noch Kuddel vorstellen.                                                                                                  | 13. Dez. 2010      |
| 299        | 5         | Liebeslügen                    | Gerd Banzer ist vor der Entlassung aus dem Krankenhaus abgehauen und hat 30 Packungen Morphiumtabletten mitgehen lassen, doch gegenüber Dirk Matthies streitet er den Vorwurf ab. Auch Gerds Partner Henrik gerät in den Fokus der Polizisten, da er aus einer unbekannten Quelle eine riesige Geldsumme erhalten hat. Vollends mysteriös wird die Angelegenheit, als Anna Bergmanns Ex-Mann Markus auf dem Restaurantschiff zusammenbricht. Henrik präsentiert ein Erpresserschreiben: 50.000 Euro oder es gibt weitere Vergiftungen! | 20. Dez. 2010      |
| 300        | 6         | 5 nach 12                      | Diese Jubiläumsfolge spielt im „Wilden Westen“: In der Stadt Kiez-City herrscht dank dem Sheriff Clint (Dirk Matthies) Ordnung. Mit dem Einverständnis von Bürgermeister Sam Hank (Hannes Krabbe) und dessen Frau Nicki (Nicole Beck) will Clint mit seiner Frau Annie (Anna Bergmann) eine Hochzeitsreise nach Kalifornien unternehmen. Hilfssherrif Harvey (Hauke Jessen) will in seiner Amtszeit die schöne Harriet (Harry Möller) mit dem Sheriffstern beeindrucken. Doch es kommt alles ganz anders.                              | 10. Jan. 2011      |
| 301        | 7         | Home Sweet Home                | Die hochschwangere Jutta Kramer verdächtigt ihre Schwester Beate, den Parkettfußboden auf der Baustelle gestohlen zu haben. Dirk Matthies und Anna Bergmann ermitteln. Harry Möller und Hauke Jessen werden zu einem Unfall gerufen, bei dem Hauke entscheiden muss, ob er gegenüber dem Unfallfahrer, einem alten Freund, seine Pflicht als Polizist erfüllen kann. | 17. Jan. 2011      |
| 302        | 8         | Freifahrt                      | Dirk Matthies und Anna Bergmann ermitteln gegen die Taxifahrerin Eva Wuttke, da sie nicht zugibt, dass nicht sie, sondern ihr Sohn, einen Unfall mit dem Taxi hatte und die Tageseinnahmen des Taxiunternehmens gestohlen hat. Hauke Jessen und Harry Möller sind einer Familie auf der Spur, die mit Falschgeld handelt. In deren Haus hat sich eine polnische Familie illegal einquartiert, da die Fälscher im Urlaub sind. | 31. Jan. 2011      |
| 303        | 9         | Die Warnung                    | Harry Möller und Hauke Jessen beschatten den auf Bewährung entlassenen Häftling Robert Slansky, der gegenüber Mitgefangenen ein großes Ding angekündigt hat. Dirk Matthies und Anna Bergmann kümmern sich um einen Einbruch bei einem Fußballverein, bei dem Daniel Meister, Inhaber eines schlecht laufenden Sportgeschäftes, verdächtig ist. Schließlich stellt sich heraus, dass Slansky und Meister gemeinsam Geschäfte machen. | 7. Feb. 2011       |
| 304        | 10        | Katzenjammer                   | Dirk Matthies und Anna Bergmann ermitteln nach dem Drogentod einer 22-jährigen Jurastudentin gegen den ehemaligen Praktikanten des PK 14, Moritz. Hauke Jessen und Harry Möller finden heraus, dass er Kontakt zu der Dealerin Caro hatte, die mit verbotenen Pillen handelt. Schließlich bittet Moritz Caro um ein Alibi. | 14. Feb. 2011      |
| 305        | 11        | Hamburg – Paris und zurück     | Heinrich Flemming, der Großvater von Anna Bergmann, wird verdächtigt, an einem Verkehrsunfall nahe einem ausgeraubten Juweliergeschäft beteiligt zu sein. Hauke Jessen testet die Treue der Verlobten seines Freundes Erik und erlebt nicht nur eine schmerzhafte Überraschung, sondern auch einen nahezu perfekt geplanten Diebstahl. Hannes Krabbe spielt seinen Kollegen einen Aprilscherz und diese schlagen zurück. | 21. Feb. 2011      |
| 306        | 12        | Peanuts                        | Die entlassene Kassiererin Jenny Lessing verhindert einen Überfall auf ihre ehemalige Arbeitsstätte und wird zum Dank wieder eingestellt. Dirk Matthies und Anna Bergmann stoßen bei den Ermittlungen auf Ungereimtheiten; nach einer Zeugenaussage war das Fluchtfahrzeug vom gleichen Modell, wie das von Marko Lessing, dem Ehemann der Kassiererin. Harry Möller und Hauke Jessen suchen derweil die verschwundenen Söhne einer alten Bekannten.                                                                                   | 28. Feb. 2011      |
| 307        | 13        | Diebe in der Nacht             | Dirk Matthies und Anna Bergmann ermitteln gegen Thomas Krohn, der Forschungsergebnisse seines Arbeitgebers an die Konkurrenz weitergegeben haben soll. Nicki Beck, Dirk Matthies und Kommissariatsleiterin Küppers treten auf einem Benefizkonzert als Gruppe auf. | 7. März 2011       |
| 308        | 14        | Zack, zack!                    | Anna Bergmann hilft ihrem Ex-Ausbilder von der Polizeischule bei einem familiären Problem und merkt, dass er sie nur benutzt. Währenddessen bekommt Hannes Krabbe Besuch von seiner Tante Lisbeth, die ihn um Hilfe bittet. Harry Möller und Hauke Jessen sind einem Trickbetrüger auf der Spur, mit dem hat auch Tante Lisbeths Problem zu tun. | 14. März 2011      |
| 309        | 15        | Große Erwartungen              | Dirk Matthies und Anna Bergmann ermitteln in einer Table-Dance-Bar auf dem Kiez, die Herbert Knudsen gehört. Dessen Tochter Charlotte wurde angeblich im Gedränge auf einem Bahnhof ihre 90.000-Euro-Geige gestohlen. Harry Möller und Hauke Jessen finden Otto Neuner tot in seiner Wohnung; sie vermuten einen Raubmord, da ein Lottoschein mit sechs Richtigen verschwunden ist. | 21. März 2011      |

## Staffel 25
Die Erstausstrahlung der 25. Staffel wurde vom 31. Oktober 2011 bis 20. Februar 2012 auf dem deutschen Sender Das Erste gesendet, nachdem zuvor am 24. Oktober 2011 die letzte Folge der 24. Staffel erstausgestrahlt wurde. Darunter gab es auch eine Weihnachts-Doppelfolge. In diesen Weihnachtsfolgen spielte Hauke Jessen mit, obwohl er sieben Folgen zuvor bereits Hamburg verlassen hatte. Die Doppelfolge wurde zusätzlich auch als Spielfilm unter dem Titel Der Weihnachtsmuffel ausgestrahlt.
| Nr. (ges.) | Nr. (St.) | Originaltitel                        | Zusammenfassung | Erstausstrahlung D |
| ---------- | --------- | ------------------------------------ | --- | ------------------ |
| 310        | 1         | Sturköppe                            | Hauke Jessen und sein Vater Owe haben seit dem Tod der Mutter nicht mehr miteinander gesprochen. Doch der Chef der Molkerei, Andreas Schierach, wird zu ihrem gemeinsamen Feind. Dirk und Anna müssen nun schauen, ob Owe nun Andreas Schierach erpresst. | 24. Okt. 2011      |
| 311        | 2         | Der schönste Tag im Leben            | | 31. Okt. 2011      |
| 312        | 3         | Vertauscht                           | | 7. Nov. 2011       |
| 313        | 4         | Nur das Beste                        | Dirk Matthies und Anna Bergmann ermitteln beim Möbelhändler Niels Hansen zunächst wegen eines ungedeckten Schecks, später wegen einer Kommode. Während der Ermittlungen kommen sich der Bruder Hendrik Hansen und Anna näher. Der Strafgefangene Daniel Greiner wird von Vollzugsbeamten zum Michel begleitet, flüchtet dort aber, obwohl er nur noch wenige Monate abzusitzen hat. Harry Möller und Mads Thomsen finden heraus, dass er Opfer einer fiesen Intrige geworden ist. Hannes Krabbe hat sich wieder selbst in Nöte gebracht und droht dabei das Team Harry und Mads zu sprengen. | 14. Nov. 2011      |
| 314        | 5         | Klassentreffen                       | | 21. Nov. 2011      |
| 315        | 6         | Die Freibeuterin                     | | 28. Nov. 2011      |
| 316        | 7         | Die Versuchung                       | | 5. Dez. 2011       |
| 317        | 8         | Frohe Weihnachten, Dirk Matthies (1) | | 12. Dez. 2011      |
| 318        | 9         | Frohe Weihnachten, Dirk Matthies (2) | | 19. Dez. 2011      |
| 319        | 10        | Wann hast Du Zeit für die Liebe?     | | 2. Jan. 2012       |
| 320        | 11        | Neues Ich                            | | 9. Jan. 2012       |
| 321        | 12        | Schein und Sein                      | | 16. Jan. 2012      |
| 322        | 13        | Herr Zipperer guckt ins Leere        | | 23. Jan. 2012      |
| 323        | 14        | Große Wünsche, kleine Träume         | | 30. Jan. 2012      |
| 324        | 15        | Fahrraddiebe                         | | 6. Feb. 2012       |
| 325        | 16        | Mit Pfand und Siegel                 | | 13. Feb. 2012      |
| 326        | 17        | Wunderbare Zukunft                   | | 20. Feb. 2012      |

## Staffel 26
Die Erstausstrahlung der 26. Staffel wurde vom 12. November 2012 bis 18. März 2013 auf dem deutschen Sender Das Erste gesendet.
| Nr. (ges.) | Nr. (St.) | Originaltitel                       | Zusammenfassung | Erstausstrahlung D |
| ---------- | --------- | ----------------------------------- | --- | ------------------ |
| 327        | 1         | Was Altes, was Neues und was Blaues | | 12. Nov. 2012      |
| 328        | 2         | Butter bei die Fische               | | 19. Nov. 2012      |
| 329        | 3         | Monster                             | | 26. Nov. 2012      |
| 330        | 4         | Schiff ohne Zukunft                 | | 4. Dez. 2012       |
| 331        | 5         | Mit dem Rücken zur Wand             | | 10. Dez. 2012      |
| 332        | 6         | Dirk und die Kammer des Schreckens  | | 17. Dez. 2012      |
| 333        | 7         | Fracht aus Abidjan                  | | 7. Jan. 2013       |
| 334        | 8         | Pretty Woman                        | | 14. Jan. 2013      |
| 335        | 9         | Unter Mädchen                       | Pauls Tochter Frauke wird von einer Mädchengang an ihrer Schule bedroht, traut sich aber nicht, diese anzuzeigen. Angestachelt von Nina, die ihr rät, sich zu wehren, konfrontiert Frauke die Gang und lässt sich auf eine gefährliche Mutprobe ein. Unterdessen versuchen die Kollegen, der depressiven Mutter der Rädelsführerin die Augen über ihre Tochter zu öffnen.                                        | 21. Jan. 2013      |
| 336        | 10        | Swingtime                           | | 28. Jan. 2013      |
| 337        | 11        | Von einer Sekunde auf die andere    | Ein Autounfall mit Fahrerflucht kostet eine ältere Fußgängerin das Leben. Die Kollegen vom 14. spüren den Fahrer auf: Besim Tarhani, Sohn der Unterweltgröße Luan Tarhani. Am aalglatten Anwalt des kriminellen Clans prallen die Polizisten ab. Dennoch sieht Harnisch in dem Unfall die Chance, über Besim auch an dessen Vater heranzukommen. Aber dafür müsste Besims Beifahrerin vom Unfallabend aussagen … | 4. Feb. 2013       |
| 338        | 12        | Tödliches Rampenlicht               | | 18. Feb. 2013      |
| 339        | 13        | Arbeit jeder Art                    | | 25. Feb. 2013      |
| 340        | 14        | Großer Bruder                       | | 4. März 2013       |
| 341        | 15        | Durch dick und dünn                 | | 11. März 2013      |
| 342        | 16        | Wer einmal zahlt, zahlt immer       | | 18. März 2013      |

## Staffel 27
Die Erstausstrahlung der 27. Staffel wurde vom 25. November 2013 bis 31. März 2014 auf dem deutschen Sender Das Erste gesendet.
| Nr. (ges.) | Nr. (St.) | Originaltitel               | Zusammenfassung | Erstausstrahlung D |
| ---------- | --------- | --------------------------- | --- | ------------------ |
| 343        | 1         | Der zweite Mann             | Dirk kehrt aus Kanada zurück und trifft auf seinen Erzfeind Dr. Wentz, den er endlich verhaften möchte. Dieser beschwert sich bei Frau Küppers über Dirk. In einem Café wird einer alten Frau die Handtasche gestohlen. Der Café-Betreiber kann keine Zeugen nennen. Nina und Daniel untersuchen das Muster verschiedener Handtaschen-Raube und können einen Täter festnehmen. | 25. Nov. 2013      |
| 344        | 2         | Das Phantom                 | Bei der Probe des Musicals Romeo und Julia wird eine Schauspielerin von einem herunterfallenden Scheinwerfer getroffen. Dirk und Paul kümmern sich um deren Tochter Sophie. Harry befragt die Zweitbesetzung und ihren Tanzpartner nach ihren Alibis. Sophie läuft von zuhause weg. Pauls Tochter hat einen neuen Freund. | 2. Dez. 2013       |
| 345        | 3         | Beatlemania                 | Der Freund von Pauls Tochter findet bei seiner Oma eine unbekannte Aufnahme der Beatles. Dirk bringt ihn zu einem Experten beim Radio. Dann werden das Tonband und eine Kopie gestohlen. Der Experte und sein Tontechniker geraten in Verdacht. | 9. Dez. 2013       |
| 346        | 4         | Verschollen im Paradies     | Rollentausch im Revier: Frau Küppers übernimmt zeitweise die Position am Funk. Sammler Armin Eckstein verschwindet in einer Modellbauanlage. Dirk und Hannes befragen seinen Nachbarn, seine Ehefrau und den Chef der Anlage. Die anderen Polizisten verhören einen Modellbauer, da in der Anlage eine Miniaturleiche von Eckstein gefunden wurde. | 30. Dez. 2013      |
| 347        | 5         | Keine Angst                 | Dirk lässt sich ärztlich untersuchen. Nina und Daniel helfen Swantje Jansen, dem Opfer des Stalkers Christoph Wiese, der von Mads und Harry beobachtet wird. Sie untersagen Wiese, sich Jansen zu nähern. Kurz später muss Nina eingreifen, als Wiese eine andere Frau bedroht. Zwei Söhne eines Konditors streiten sich um ein Rezept ihres Vaters. Auf den Backshop des einen Bruders wird ein Anschlag verübt, für den der andere in Verdacht gerät.                               | 6. Jan. 2014       |
| 348        | 6         | Gras drüber                 | Bei der Internationalen Gartenschau entdecken Dirk und Paul eine Hanfplantage in dem Gewächshaus von Alexa Wagner und befragen unter anderem deren Tochter Lea, die bei Tante und Onkel aufwächst. Alexa versichert, dass sie seit langem keine Drogen mehr nimmt. Lea gerät in Gefahr und muss von Paul gerettet werden. | 13. Jan. 2014      |
| 349        | 7         | Fettbacke                   | Die Polizisten ermitteln, da in der Klasse von Daniels Frau Caroline eine Schülerin wegen Ritalinmissbrauch zusammenbricht. Mitschüler Fabian hat die Tabletten besorgt und im Auto seiner Lehrerin versteckt, wo Daniel sie findet. Dies belastet die Ehe der Schirmers. Dirk und Paul werden von einem Controller überwacht. | 20. Jan. 2014      |
| 350        | 8         | Blinde Wut                  | Mit Methanol vergifteter Wodka bedroht die Gesundheit der Gäste zweier Kiezkneipen. Polizeischüler Olli entführt den Peterwagen 14/2 und mischt sich in die Ermittlungen ein, ausgerechnet während Innenrevisor Lindner-Stoll die Korrektheit der Dienstabläufe auf dem Revier mit besonderer Strenge prüft. | 27. Jan. 2014      |
| 351        | 9         | Heile Welt                  | Bei einem Einsatz greifen Nicole und Mike Höfer Paul an und bedrohen ihn mit einer Waffe. Um Paul zu helfen, erschießt Dirk den Angreifer. Nicole beschädigt bei ihrer Flucht den 14/2. Harry steht Dirk bei, der auch mit dem Vater des Toten konfrontiert wird. | 3. Feb. 2014       |
| 352        | 10        | Vorbei ist Vorbei           | Dirk ist im Ruhestand, aber seine Kollegen brauchen seine Hilfe. In der Bar Miezekatze wurde auf den Besitzer Asche Müller, der das Lokal angeblich schließen will, geschossen. Auch die Prostituierte Shelly benötigt Dirks Hilfe, seinen Kollegen vertraut sie nicht. Dirk wird wieder aktiv. | 10. Feb. 2014      |
| 353        | 11        | Am Abgrund                  | Dirk muss zum polizeipsychologischen Dienst. Dort nimmt ein Polizist die Psychologin als Geisel. Nach vergeblichen Befreiungsversuchen wird auch Dirk zur Geisel. Seine Kollegen können über eine Kamera alles mitverfolgen und informieren das SEK. Die Ehefrau des Geiselnehmers soll mit ihrem Mann sprechen. | 24. Feb. 2014      |
| 354        | 12        | Auf den Barrikaden          | In einem Bioladen werden die Schaufenster verunstaltet und es wird eingebrochen. Eine Kiezaktivistin leugnet die Tat. Der Vater einer Angestellten, Besitzer eines anderen Ladens, gerät in Verdacht. Dirk Matthies beginnt seinen ersten Tag als Zivilfahnder und bekommt gegen seinen Willen das Büro von Harry und Mads. | 3. März 2014       |
| 355        | 13        | Der Fluch des Pharao        | Hannes nimmt sich einer alten Dame an, die sich von Geistern bedroht fühlt. Tatsächlich scheint es in ihrer Villa, die voller archäologischer Funde aus dem alten Ägypten steckt, nicht mit rechten Dingen zuzugehen. Hannes vermutet einen pharaonischen Fluch hinter dem Spuk, während Dirk eher einen Immobilienmakler mit krimineller Vergangenheit verdächtigt. Die Lösung sieht dann aber ganz anders aus.                                                                      | 10. März 2014      |
| 356        | 14        | Ein Schlag ins Gesicht      | Mads wird beim Versuch, einen jungen Dealer zu verhaften, niedergeschlagen. Über ein Phantombild kommen die Polizisten dessen Komplizin auf die Spur – es ist die Mutter von Frau Küppers. Die alte Dame dealt, weil sie durch einen Heiratsschwindler ihr gesamtes Vermögen verloren hat und sich schämt, das ihrer Tochter zu beichten. | 17. März 2014      |
| 357        | 15        | Frau Küppers’ letzter Wille | Frau Küppers’ Mutter ist gestorben. Kurz danach wird in die Villa der alten Frau eingebrochen; ein wertvolles Gemälde verschwindet. Außerdem trägt die Tote bei der Aufbahrung eine falsche Perlenkette statt ihrer wertvollen echten. Die Polizisten ermitteln, dass sich der Sohn des Bestattungsunternehmers mit windigen Gestalten eingelassen hat. Doch auch die Tote hatte Geheimnisse: Sie war mit drei Männern gleichzeitig verlobt. Wollte sich von diesen einer bereichern? | 24. März 2014      |
| 358        | 16        | Wie es damals wirklich war  | Der Schwerkriminelle Uwe Böger (Hendrik Arnst) flieht aus dem Gefängnis. In einem von Dirk Matthis ersten Fällen, gab Böger Martin Runge (Michael Kind), als dieser des Mordes verdächtigt wurde, ein Alibi. Dirk trifft auf seinen alten Kollegen Bernd Kessler (Dominique Horwitz) und ermittelt gemeinsam mit ihm und dem Team des PK 14 in dem Fall. | 31. März 2014      |

## Staffel 28
Die Erstausstrahlung der 28. Staffel wurde vom 24. November 2014 bis 23. März 2015 auf dem deutschen Sender Das Erste gesendet.
| Nr. (ges.) | Nr. (St.) | Originaltitel               | Zusammenfassung | Erstausstrahlung D |
| ---------- | --------- | --------------------------- | --- | ------------------ |
| 359        | 1         | Der gute Bulle (1)          | Ein Junge namens Elias ruft Dirk Matthies an und berichtet, vor seinen Augen sei ein Mädchen erschossen worden. | 24. Nov. 2014      |
| 360        | 2         | Der gute Bulle (2)          | Die seltsamen Ermittlungen des LKA rund um den Mordfall, den Elias gesehen hat, verwundern die Beamten des 14. Kommissariats. | 1. Dez. 2014       |
| 361        | 3         | Ninas Rennen                | Nina Sieveking macht Bekanntschaften mit reicher Klientel, wird in ein illegales Autorennen verwickelt und hat deshalb Schwierigkeiten mit ihren Kollegen. | 8. Dez. 2014       |
| 362        | 4         | Die kleine Polizistin       | Zivilfahnderin Harry Möller wird von dem Verschwinden des zehnjährigen Anton Hellwig an ein eigenes Trauma erinnert und ist überzeugt, dass dieser geflohen ist, weil sein Vater ihn schlagen würde. | 15. Dez. 2014      |
| 363        | 5         | Pauls Versuchung            | Paul Dänning versucht Initiative gegen Kleindealer Sven Kreppel zu ergreifen und deponiert Drogen bei ihm in der Wohnung, die bei einer Wohnungsdurchsuchung gefunden werden sollen. Damit versucht er auch Vater Iso Tomasov zu unterstützen, dessen Sohn drogenabhängig geworden ist. | 5. Jan. 2015       |
| 364        | 6         | Ein Mann ein Wort           | Hardy Knoche ist auf Bewährung draußen und verdient sein Geld als Türsteher. Als es Ärger mit einer gefürchteten Kiezgröße gibt, kann nur einer helfen: Dirk Matthies. | 12. Jan. 2015      |
| 365        | 7         | Der Kronzeuge               | Paul Dänning soll für das LKA einen Kronzeugen schützen, der ihm sehr ähnlich sieht. Doch sie werden verraten und von den Verfolgern des Kronzeugen geschnappt … | 19. Jan. 2015      |
| 366        | 8         | Zwei Halunken               | Kogler ist Hamburger Schiffsbauer mit 150-jähriger Unternehmensgeschichte. Als in seine Stadtvilla eingebrochen wird, setzt er eine Belohnung über 100.000 Euro für das Diebesgut aus. Auf dem Kiez bricht das Jagdfieber aus. Dahinter scheint ein viel schwereres Verbrechen zu stehen als ein Einbruch, und Revierleiterin Küppers hat noch eine alte Rechnung offen … | 26. Jan. 2015      |
| 367        | 9         | Foul                        | Der erfolgreiche Fußballer Christian wurde brutal zusammengeschlagen. Polizeiobermeister Mads Thomsen ermittelt undercover in dessen Verein, um den Täter zu finden … | 2. Feb. 2015       |
| 368        | 10        | Teufelsbrück                | Herr Hollbach, älterer Mann, wird in seiner Wohnung überfallen, doch er bestreitet dies, da er etwas zu verbergen hat. Außerdem trifft Paul Dännig den Kleinganoven Schwacke wieder, der jetzt einen Schlüsseldienst aufgemacht hat. Mit seiner Hilfe forschen die Ermittler im Fall Hollbach nach … | 9. Feb. 2015       |
| 369        | 11        | Kameraden                   | Unbekannte zünden die Wohnung von Ninas Freundin an, wodurch deren Großvater schwer verletzt wird. Polizeihauptmeister Krabbe möchte es seinem Neffen Benni ermöglichen, Polizist zu werden. Doch er stellt fest, dass dieser sich sehr verändert hat … | 16. Feb. 2015      |
| 370        | 12        | Schwarze Löcher             | Der zunehmend demente Ex-Kiez-Bodyguard Ronny Pankow (Paul Faßnacht) verdächtigt seine Altenpflegerin Tina Siemers (Kristin Suckow), ihn in seiner Wohnung niedergeschlagen zu haben. Aus alter Verbundenheit nimmt sich Harry Möller der Sache an und findet heraus, dass Tina Ronnys Tochter ist. Es stellt sich heraus, dass die Obdachlose Onna (Marion Breckwoldt), die verschiedener kleinerer Verbrechen beschuldigt wird, Tinas Mutter ist und mehrfach in Ronnys Wohnung war. Harry kann Mutter und Tochter schließlich zusammenführen, Ronny wird ins Krankenhaus eingeliefert. | 23. Feb. 2015      |
| 371        | 13        | Amali heißt Hoffnung        | Harry Möller und Mads Thomsen stoppen einen Wagen, der über eine rote Ampel gefahren ist. Als der Fahrer, Edson Nuambe (Ibrahima Sanogo), fliehen will, stoppt ihn Harry. Nachdem der Dolmetscher und Rechtsanwalt David Muchate (Aloysius Itoka) auf der Wache erscheint, beschuldigt Edson Harry, ihn misshandelt zu haben. Das Team des PK 14 findet heraus, dass Muchate Edson und andere illegal als Arbeitskräfte vermittelt hat und dass er für die Beschuldigung Harrys verantwortlich ist.                                                                                       | 2. März 2015       |
| 372        | 14        | Wiedersehen mit einer Toten | Eine Jugendliche wendet sich an das Polizei-Kommissariat und bittet das Team, ihren Vater zu finden – doch dieser gilt seit Langem als sicher tot … | 9. März 2015       |
| 373        | 15        | Hals über Kopf              | Nina und Paul reanimieren nach einem Verkehrsunfall Kristin Marquard (Monika Blumtritt), eine junge Frau, die mit deutlich überhöhter Geschwindigkeit einen Alleinunfall hatte. Im Haus der Frau wird ein Kind aufgefunden, dass der Ehemann Sebastian Marquard (Ingo Tomi) angeblich nicht kennt. Das Team des PK 14 ermittelt, dass die Frau von einem Jesper Volkmann (Peter Moltzen) verfolgt wurde, der seine eigene Frau und seinen Sohn drangsaliert. In einer kurzen Gastrolle tritt Roger Cicero auf.                                                                            | 16. März 2015      |
| 374        | 16        | Wer du wirklich bist        | Nina, ist mit Charly König (Inez Bjørg David) befreundet, deren Vater, Dr. Martin König (Daniel Friedrich) in zweifelhafte Finanzgeschäfte verwickelt ist. Nach einigem Zögern willigt Nina ein, für das LKA verdeckt ein Treffen von König und dem russischen Geschäftsmann Grigorij Sidorov (Victor Choulman) auszuforschen. Dort trifft sie auf Harry Möller, die ebenfalls verdeckt auf das Treffen angesetzt. Harry wird vor Ort von Fritz Kemper (Benjamin Morik), der sich an König rächen will, angeschossen und schwer verletzt.                                                 | 23. März 2015      |

## Staffel 29
Die Erstausstrahlung der 29. Staffel mit weiteren 16 Episoden wurde vom 30. November 2015 bis 21. März 2016 auf dem deutschen Sender Das Erste gesendet.
| Nr. (ges.) | Nr. (St.) | Originaltitel            | Zusammenfassung | Erstausstrahlung D |
| ---------- | --------- | ------------------------ | --- | ------------------ |
| 375        | 1         | Das Licht                | In Paul Dännings Wohnung wird Geld aus einem Bankraub gefunden, woraufhin er festgenommen wird und in Untersuchungshaft kommt. Von Dännings Unschuld überzeugt, suchen seine Kollegen nach den wahren Schuldigen. Bei ihren Ermittlungen stoßen sie auf einen Sex-Shop-Besitzer, der die Waffen für den Überfall besorgt haben soll. Das Polizeikommissariat 14 bekommt derweil Zuwachs, den Polizeikommissar Piet Wellbrook, der dank eines ihm zugespielten Überwachungsvideos Dännings Unschuld beweisen kann.                                                        | 30. Nov. 2015      |
| 376        | 2         | Geborene Verlierer       | Obgleich Paul Dänning aus der Untersuchungshaft entlassen ist, ist er noch vom Dienst suspendiert. Es ist noch nicht geklärt, wie die Beute des Bankraubs zu ihm in die Wohnung kommt. Frau Küppers bittet Dirk Matthies, sich der Sache anzunehmen. Währenddessen beschäftigen ein Kindergarten, ein alter Freund von Piet Wellbrook und Selbstoptimierung das Revier. | 7. Dez. 2015       |
| 377        | 3         | Die Heidekönigin         | Harry findet die Heidekönigin Sylvie Harms eingeschlossen in einem Schiff. Thomas Wenger hat am Vorabend auf dem Schiff eine Party veranstaltet. Wengers Freund Mark Schmidt hat ein Verhältnis mit Harms. Bei ihrer ersten gemeinsamen Streifenfahrt treffen Paul und Piet auf eine Frau, deren Pelzjacke von einer Tierschützerin mit Farbe besprüht wurde. Diese wird schnell gefasst und die beiden Kollegen streiten über den Umgang mit der Täterin. | 14. Dez. 2015      |
| 378        | 4         | Der Anschlag             | Während Paul Dänning einen Brandanschlag auf sein Auto aufklärt, muss sich Dirk Matthies mit zwei Schülern beschäftigen, die sich dem Islamischen Staat anschließen wollen. In einer Fernsehtalkshow über Jugendkriminalität wird Kommissariatsleiterin Küppers mit dem islamfeindlichen Lehrer der Schüler konfrontiert. | 21. Dez. 2015      |
| 379        | 5         | Jetzt oder nie           | Die Polizisten ermitteln undercover in einem Nachtklub gegen Drogen-Dealer. Nina wird im Klub bewusstlos und von Felix Blum gefunden. Sie verliebt sich in Blum und zieht bei ihm ein. Paul und Piet verdächtigen Blum, dass er mit Drogen handelt und Nina K.O.-Tropfen zugeführt hat. Dirk berichtet Paul, dass seine Freundin Mira, die angeblich in Freiburg ist, nachts eine Poker-Lounge verlassen hat. | 4. Jan. 2016       |
| 380        | 6         | Fauler Zauber            | Laut einer Zeugin ist eine schwarze Frau aus der Elbe gestiegen. Dirk und Piet finden die junge Afrikanerin bei der Obdachlosen Onna. Da die Frau nicht spricht, wird die Nigerianerin Catharine Wegener als Dolmetscherin engagiert. Der Verdacht von Menschenhandel kommt auf. Harry und Mads ermitteln gegen einen Paketboten, der sich vor einem Jungen entblößt haben soll. | 11. Jan. 2016      |
| 381        | 7         | Bombenalarm              | Nina, Harry, Paul und Mads überwachen eine Bomben-Entschärfung, die von Jochen Renske durchgeführt wird. Bei der Kontrolle der umliegenden Wohnungen wird Nina niedergeschlagen. Wie bei vorherigen Entschärfungen kommt es während der Evakuierung zu einem Diebstahl. Das Opfer beschuldigt seinen Nachbarn, der wiederum einen Mitarbeiter der Straßenbaufirma anschwärzt. | 18. Jan. 2016      |
| 382        | 8         | Mads’ Entscheidung       | Kurz nach seiner Beförderung zum Kommissar trifft Zivilfahnder Mads Thomson in Hamburg auf seinen Vater und auf seine Schwester. Um seine Schwester vor dem gewalttätigen Vater zu beschützen, beschließt er, das Großstadtrevier zu verlassen und mit ihr nach Kopenhagen zu ziehen. | 25. Jan. 2016      |
| 383        | 9         | Der Amisch               | Nach der nächtlichen Observation wegen einer Autoknacker-Bande sieht Piet, wie der 18-jährige Amisch Abram Schwartz aus einem Auto geworfen wird. Der Wagen gehört den vorbestraften Nachtklub-Besitzern Ulf und Bruno Howald. Die Prostituierte Yara sorgt sich um Schwartz. Das Auto von Frau Küppers wird gestohlen und der Verdacht fällt auf Schwartz. | 1. Feb. 2016       |
| 384        | 10        | Mondsüchtig              | Dirk findet in der Kneipe von Mirko Prell einen Säugling. Nina und Paul treffen auf Linda Becker, die zunächst abstreitet, ein Baby zu haben. Ein Homosexueller behauptet, der Vater zu sein. Harry und Piet ermitteln wegen eines Einbruchs in eine Konditorei, bei dem eine Torte beschädigt wurde. Die Besitzerin verdächtigt eine ehemalige Angestellte. | 8. Feb. 2016       |
| 385        | 11        | Harrys Angst             | Anna Kehl liegt mit Rippenbruch im Krankenhaus und behauptet, von einem maskierten Mann überfallen worden zu sein. Ihr Nachbar Dennis Blank hatte Kehl bedroht, da sie seiner Frau bei einem Ehestreit geholfen hatte. Piet zweifelt an dem Überfall, aber Harry ermittelt hartnäckig weiter gegen Blank. Dann wird sie selbst Opfer eines Überfalls. | 15. Feb. 2016      |
| 386        | 12        | Glück im Spiel           | Die Polizisten wollen Bela Nikolov in der Bar von Robert Pertrev wegen eines Überfalls festnehmen. Nikolov nimmt Pauls Freundin Mira als Geisel und flieht. Paul erfährt vom LKA, dass Mira und Nikolov ein Paar waren. In Miras Musikschule findet er Nikolov und Mira mit zwei Männern beim Kartenspiel. Kurz später erzählt Mira den Polizisten von Nikolovs Plan, Pertevs Bar auszurauben. | 22. Feb. 2016      |
| 387        | 13        | Showdown im Revier       | Bei einer Verkehrskontrolle durch Paul und Piet gerät Enzo Capus unter Verdacht, da sein Auto als gestohlen gemeldet ist. Sie nehmen ihn mit aufs Revier, um den Sachverhalt zu klären. Auf Dirks Drängen hin wird Capus’ Identität überprüft, und es stellt sich heraus, dass er ein Mafioso mit Namen Victor Kabashi ist. Dessen Kumpanen versuchen, Kabashi zu befreien. Einer von ihnen überfällt eine Anwohnerin des Reviers. Weitere Kriminelle schleichen sich ins Revier ein.                                                                                    | 29. Feb. 2016      |
| 388        | 14        | Rabenmutter              | Jenny Schindler feiert mit ihren Kindern Charleen und Marvin den Geburtstag der Tochter so laut, dass Nina und Paul wegen Ruhestörung einschreiten müssen. Nach einem Einbruch in der Nähe gerät Marvin unter Verdacht. Wegen ihrer eigenen Vergangenheit will Nina das Jugendamt über Familie Schindler informieren. Als ein Jugendamtsmitarbeiter mit Nina und Paul vorbeikommt, bedroht Schindler die Beamten mit einem Messer. Die Kinder kommen zu ihrer Tante. Piet und Daniel ermitteln wegen eines Graffito, das vielleicht von einem bekannten Künstler stammt. | 7. März 2016       |
| 389        | 15        | Herr Müller hat gesagt … | Das Siegel an der Wohnungstür des verstorbenen Gustav Müller wird aufgebrochen. Daniel verbringt die Nacht in der Wohnung von Müllers Nachbarin. Von dem Konto eines Herrn wurde von einer unbekannten Person Geld abgehoben. Er hatte einer Prostituierten, die er heiraten möchte, seine EC-Karte samt PIN gegeben. Die Überwachungskamera am Geldautomaten bringt eine neue Spur. | 14. März 2016      |
| 390        | 16        | Offene Rechnungen        | Ein Student, der nicht aus seiner Wohnung ausziehen will, wird von zwei Männern überfallen. Piet und Paul gelingt es nicht, die Täter zu ergreifen, und sie beschuldigen sich gegenseitig. Pauls Freundin Mira berichtet ihm über ihre Vorgeschichte mit Robert Pertev, der zwei Waffenhändler tötete. Nach einer Aussage müsste sie ins Zeugenschutzprogramm und sich deshalb von Paul trennen. | 21. März 2016      |

## Staffel 30
Der ersten 11 Episoden (391–401) der 30. Staffel wurden vom 6. März 2017 bis 29. Mai 2017 erstgesendet, die weiteren fünf Episoden (402–406) wurden dann vom 9. Oktober 2017 bis 6. November 2017 ebenfalls auf dem Sender Das Erste ausgestrahlt.
| Nr. (ges.) | Nr. (St.) | Originaltitel              | Zusammenfassung | Erstausstrahlung D |
| ---------- | --------- | -------------------------- | --- | ------------------ |
| 391        | 1         | So viele Jahre             | Robert Peters hofft, seinen Sohn Loppe wiederzusehen, der vor acht Jahren verschwunden ist. Was er nicht weiß: Dieser ist in der Stadt und will seinen Vater treffen. Leider ist darüber nicht jeder froh … Dirk Matthies muss sich inzwischen mit alten Erinnerungen an seine Kollegin und große Liebe Ellen Wegener auseinandersetzen. | 6. März 2017       |
| 392        | 2         | Harrys Jubiläum            | Am Tag ihres 21. Dienstjubiläums wird Harry mit Pfefferspray angegriffen, als sie dem Katzennarr und selbsternannten Fotoprofi Hecke zu Hilfe eilt. Der Angreifer hatte es offenbar auf die auf dessen Kamera gespeicherten Bilder abgesehen. Frau Küppers unterstützt das LKA bei Ermittlungen in der Kunstszene. | 13. März 2017      |
| 393        | 3         | Wunder und Wünsche         | Jo Peters, der drei Jahre im Gefängnis war, will nach seiner Entlassung das versteckte Geld holen und auch mit seinem zwölfjährigen Sohn sprechen. Dieser hat die Hauptrolle in dem Musical „Das Wunder von Bern“ ergattert und will mit seinem Vater nichts mehr zu tun haben. Auch Harry und Nina versuchen in diesem komplizierten Familienstreit zu vermitteln. Dirk Matthies hat andere Sorgen, sein Wohnschiff „Repsold“ ist verschwunden … | 20. März 2017      |
| 394        | 4         | Die Wölfin                 | Eine junge Wölfin aus Niedersachsen hat es nach Hamburg verschlagen. Anrufer mit echten und irrtümlichen Sichtungen halten Hannes und Daniel im Atem. Ein älterer Indianer wird verhaftet, der die Urne seiner Frau bei sich trägt, im Volkspark ein Feuer gemacht hat und dort nackt getanzt haben soll. Ricarda Mangold stürzt beim Joggen in ausgelegtes Ködermaterial, nachdem ein Schuss auf sie gefallen ist. Galt der Schuss der Wölfin oder steckt da mehr dahinter? Es stellt sich heraus, dass Ricarda Neonazi-Aussteigerin ist und niemand wissen darf, dass sie bei ihrem Vater untergetaucht ist. Für ihre 16-Jährige Halbschwester Lea ist das mit erheblichen Einschränkungen verbunden. | 27. März 2017      |
| 395        | 5         | Dirks Sorgenkind           | Die elfjährige Lena taucht aufgebracht bei Momme Mommsen auf. Sie ist im Besitz einer Daten-Disk mit Steuerhinterziehern. Momme Mommsen, ein Sorgenkind von Dirk, will daraus Kapital schlagen. | 3. Apr. 2017       |
| 396        | 6         | Für nix und für alles      | Die 18-jährige Jessica stiehlt Geld aus der Kasse und entdeckt dort eine Pistole. Harry Möller ergreift Jessica, doch sie hat die Pistole längst entsorgt. Wieso will der Ladenbesitzer sie nicht im Verhörraum erkennen? | 10. Apr. 2017      |
| 397        | 7         | Auf eigene Faust           | Der Kiosk von Peter Heinsen wird überfallen und dem Werkstattbesitzer Can Topal wird ein wertvoller Jaguar E-Type Oldtimer gestohlen, den er an einen solventen Kunden verkaufen wollte. Beide machen die Jugendbande „Lions“ um den Anführer Walid verantwortlich und fühlen sich von der Polizei nicht ausreichend unterstützt. Gemeinsam beschließen sie, selbst zu handeln. | 24. Apr. 2017      |
| 398        | 8         | Die Aufsteiger des Jahres  | Während die Geschäftsführer einer Werbeagentur Alina Klingel und Wulf Schürmann dem Team vom 14. Revier das neue Social-Media-Konzept der Polizei vorstellen, wird in ihre Agentur eingebrochen und eine Mitarbeiterin verletzt. Sie beschuldigen ihren ehemaligen Partner Olaf Mallencke, der seinerseits keinen Hehl aus seiner linksautonomen Haltung und seiner Abneigung gegen die Polizei macht. Kurz darauf erscheint auf dem Social-Media-Auftritt der Agentur eine auf den nächsten Tag datierte Todesanzeige für Alina Klingel. Hannes Krabbe unterstützt Ex-Revierleiter Bernd Voss beim Kampf gegen betrügerische Verkäufe angeblicher Medikamente auf Kaffeefahrten.                       | 8. Mai 2017        |
| 399        | 9         | Daniel in der Löwengrube   | Bei Daniels erstem Probetraining in einem Fitnessstudio bricht neben ihm ein Bodybuilder zusammen. Der Notarzt vermutet eine Vergiftung mit DNP, einem illegalen und höchst gefährlichen Diätmittel. Wird der Stoff in dem Fitnessstudio verkauft? Piet soll undercover ermitteln. | 15. Mai 2017       |
| 400        | 10        | Hunde, die bellen          | Schirmer und Sieveking informieren in einer Schule über den Polizeiberuf. In einem Klassenzimmer will sich ein ehemaliger Schüler an seinem Lehrer rächen. | 22. Mai 2017       |
| 401        | 11        | Der einsamste Wal der Welt | In einem Geschäft auf dem Hamburger Berg wird eingebrochen. Tatverdächtig ist der junge Junkie Niko Glanz (Constantin von Jascheroff), den Daniel einst hat laufenlassen. Nina macht sich wegen Nikos Flucht damals bis heute Vorwürfe, weil sie glaubt, sie habe ihn entkommen lassen. Als sie die Wahrheit erfährt, fühlt sie sich von Daniel verraten. | 29. Mai 2017       |
| 402        | 12        | Auf Leben und Tod          | Das PK 14 ermittelt in einem Fall von illegalen Boxkämpfen mit entsprechend hohen Wetten. Piet soll sich undercover in die Szene einschleusen und nimmt an einem Kampf teil. | 9. Okt. 2017       |
| 403        | 13        | Oma Helmut                 | Eine ältere Dame, genannt Oma Helmut, zettelt eine Schlägerei in einer Billardkneipe an. Mit immer neuen schrägen Aktionen hält sie Harry und Nina auf Trab. Daniel und Piet gehen einer Plakatserie auf den Grund, bei der kostenlose Liebesdienste angeboten werden – unter Angabe einer echten Handynummer. Harry erfährt außerdem, dass sie schwanger ist. | 16. Okt. 2017      |
| 404        | 14        | Wer ist Lothar Krüger?     | Ein Wiedersehen mit dem ehemaligen Kollegen Lothar Krüger. Er wird verdächtigt einen Kronzeugen auf offener Straße mit seinem alten Renault überfahren zu haben. Doch was birgt Lothars neue Freundin für ein Geheimnis? | 23. Okt. 2017      |
| 405        | 15        | Ausnahmezustand            | Ingrid Lüders, die Chefin der Coconut-Bar, prangert das gesamte Kommissariat 14 in Sachen Schutzgelderpressung durch die Kiezgröße Johan König als untätig an. Sollte etwas dran sein an diesem unglaublichen Vorwurf? | 30. Okt. 2017      |
| 406        | 16        | Eine Dame verschwindet     | Frau Küppers wird entführt und mit Krabbe, der zu ihrer Rettung eilte, in einem Kofferraum eines Wagens gesperrt. Hängt dies alles mit einem Häftling zusammen, den die Revierchefin einst ins Gefängnis brachte? | 6. Nov. 2017       |

## Staffel 31
Die Ausstrahlung von Staffel 31 (bis Episode 420) fand vom 13. November 2017 bis 26. März 2018 statt. Die Episoden 421 und 422 wurden im November 2018 nach der Episode 423 in der 32. Staffel ausgestrahlt.
| Nr. (ges.) | Nr. (St.) | Originaltitel             | Zusammenfassung | Erstausstrahlung D |
| ---------- | --------- | ------------------------- | --- | ------------------ |
| 407        | 1         | Schuldig bei Verdacht     | Nina träumt von einer einsamen Insel. Und Harry holt ihren neuen Dienstplan ab. | 13. Nov. 2017      |
| 408        | 2         | Eiskind                   | Die 16-jährige Jana Schröder, die in der Kinderwunschklinik von Dr. Hubertus Lorenzen gezeugt wurde, will unbedingt wissen, wer ihr Vater ist. | 20. Nov. 2017      |
| 409        | 3         | Neuanfänge                | Es brodelt auf dem Kiez. Jugendliche, offensichtlich unbegleitete Flüchtlinge, bestehlen Freier. Der Zuhälter Apollo lässt seine Leute nach den Jugendlichen suchen. | 27. Nov. 2017      |
| 410        | 4         | Die Müllmafia             | Obwohl es Nina Sieveking schwerfällt, muss sie gegen die Freeganerin Nadine Busch und gegen Hedi Aubich ermitteln. Nadine Busch betreibt eine Tauschbörse für Lebensmittel, deren Verfallsdaten abgelaufen sind. | 4. Dez. 2017       |
| 411        | 5         | Hannes der Held           | Hannes wird für die Rettung eines Mädchens als Held gefeiert, obwohl dies gar nicht sein Verdienst war. | 22. Jan. 2018      |
| 412        | 6         | Der Master                | Ein krankes Mädchen verschwindet aus dem Krankenhaus. | 29. Jan. 2018      |
| 413        | 7         | Unter Druck               | Nina lernt in einem Club Jessica kennen. Jene fällt nicht nur dort als offensichtlich verstört auf, sondern beschäftigt bald darauf fast das ganze Revierteam. Daneben gilt es, Überfälle auf ältere Mitmenschen in deren Wohnungen aufzuklären. | 5. Feb. 2018       |
| 414        | 8         | Das Lied vom Helden       | Eine Künstlerfamilie wird im Stadtpark überfallen, der Vater vertreibt die Bösewichter. Oder war alles ganz anders? Frau Sanders sorgt sich um ihren Schatz, von dem sie plötzlich nichts mehr gehört hat. Ist Hannes Krabbe ein Beziehungsexperte? | 12. Feb. 2018      |
| 415        | 9         | Drah di ned um            | Kommissar Prechtl aus Wien bittet im Rahmen von Interpol-Kooperation die Hamburger Polizei um Amtshilfe. In Wien überwachte die dortige Polizei unter Leitung von Prechtl die drei Einbrecher Ivo, Goran und Branco, um sie auf frischer Tat zu ertappen. Jetzt hat das Trio seinen Handlungsbereich nach Hamburg verlegt.                                                                                                  | 19. Feb. 2018      |
| 416        | 10        | Blutrache                 | Ein Streit zwischen einer türkischstämmigen und einer afghanischen Familie durch die Liebesbeziehung zweier Jugendlicher eskaliert bis zu Körperverletzung – „Romeo und Julia auf St. Georg“. Hannes Krabbe fällt einer sehr attraktiven Dame in der U-Bahn auf … | 26. Feb. 2018      |
| 417        | 11        | Braut mit Vorleben        | Nina erscheint nicht zum Dienst, ein Bräutigam vermisst seine Frau und auf dem Friedhof wird ein Nackter gesichtet. Der Scharfsinn aller Kollegen ist gefordert. | 5. März 2018       |
| 418        | 12        | Der Tote am Strand        | Mehrere Razzien wegen illegaler Medikamente schlagen fehl. Und der Polizeianwärter wird tot am Elbstrand aufgefunden. Gibt es da einen Zusammenhang? | 12. März 2018      |
| 419        | 13        | Das unsichtbare Orchester | Ein Wissenschaftler wird vermisst gemeldet, dabei tauchen Ungereimtheiten auf. Eine geklaute Waschmaschine ist nur Symptom eines sozialen Notfalls. Und Hannes bringt die Schichtangehörigen dazu, stark über Toleranz und Privatsphäre im Kollegenkreis nachzudenken. | 19. März 2018      |
| 420        | 14        | Daniel in Gefahr          | Bei einem kurzen Halt springt ein Maskierter ins Fahrzeug und zwingt Daniel, ihn herumzufahren. Die Kollegen suchen fieberhaft. | 26. März 2018      |
| 421        | 15        | Das Teufelspferd          | Der Trabrennfahrer Jan Eckhoff (Florian Panzner) wird im Stall seines Pferdes Amazing Grace niedergeschlagen. Ein paar Tage später wird bei einem Rennen auf ihn und sein Pferd geschossen. Steckt Wettbetrug oder ein mehrere Jahre zurückliegendes Unglück im Zusammenhang mit dem Pferd eine Rolle? | 19. Nov. 2018      |
| 422        | 16        | Pauls Abschied            | Eine Einbruchserie hält das Revier 14 in Atem. Durch eine Nachlässigkeit von Paul, der gerade Großvater geworden ist, entkommt der Täter und verletzt einen alten Mann schwer. Die Spannungen zwischen Paul und Piet eskalieren daraufhin. Nina hilft Paula Lampe (Katrin Röver) in einem Fall von häuslicher Gewalt durch deren Ehemann. Paula verliebt sich daraufhin in Nina und macht ihr wiederholt im Revier Avancen. | 26. Nov. 2018      |

## Staffel 32
Die Erstausstrahlung der Staffel 32 (Episode 423–438) fand vom 12. November 2018 bis 1. April 2019 auf dem Sender Das Erste statt.
| Nr. (ges.) | Nr. (St.) | Originaltitel                    | Zusammenfassung | Erstausstrahlung D |
| ---------- | --------- | -------------------------------- | --- | ------------------ |
| 423        | 1         | Eine Frage der Gerechtigkeit     | Sieveking und Schirmer sollen eine Baustelle räumen, die von den Bauherren nach Insolvenz des Bauunternehmers besetzt wurde. Nach einem Überfall auf ein Wettbüro stellt sich heraus, dass der Bauunternehmer auch Inhaber dieses Wettbüros ist. Es kommt zur Frage, was gerecht und was gesetzlich ist. Folge im Rahmen der ARD-Themenwoche Gerechtigkeit. Die Zuschauer konnten abstimmen, welcher Schluss der Folge gezeigt wurde – es wurden zwei verschiedene Schlussszenen gedreht. | 12. Nov. 2018      |
| 424        | 2         | Der Neue mit „T“                 | Lukas Petersen hat seinen ersten Tag im Revier 14, als Nachfolger von Paul Dänning. Währenddessen haben die Beamten einen Fall von scheinbarem Mobbing der Nachbarschaft gegen einen entlassenen Strafgefangenen zu klären, sowie einen Fall von Unterschlagung in einem Baumarkt und den Diebstahl eines Autos, das Can Harry geliehen hat. | 3. Dez. 2018       |
| 425        | 3         | Auge um Auge                     | Daniels Ex-Partnerin Imke Weidau (Nikola Kastner) ist zurück in Hamburg und gibt an, dass ein Unbekannter nachts in ihrer Wohnung eingedrungen war. Imke bedrängt Daniel zunehmend und bringt diesen damit privat und in den Ermittlungen in große Schwierigkeiten. Das Team des PK 14 findet aber heraus, dass Imke die Trennung von Daniel nicht verwunden hat und die Vorwürfe inszeniert hat, um Daniel zu schaden. | 10. Dez. 2018      |
| 426        | 4         | Der kurze Traum vom langen Glück | Die wegen Einbruchs vorbestrafte Kerstin Mangold (Alina Levshin) verursacht vorsätzlich einen Autounfall, um ihren Freund Leon von einer Kindesentführung abzuhalten. Dieser handelt daraufhin auf eigene Faust. Daniel und Lukas lassen sich gleich mehrfach von der kleinwüchsigen Eventmanagerin Helga Künzler (Christine Urspruch) austricksen. | 17. Dez. 2018      |
| 427        | 5         | Toilettenmafia                   | Harry lässt sich undercover als Toilettenfrau beim Unternehmen Blank anstellen, um dessen illegalen Machenschaften auf die Schliche zu kommen. Harry fliegt auf, nachdem sie der Toilettenfrau Alina (Darja Mahotkin) helfen möchte. Diese hat allerdings zu große Angst. Frau Küppers erhält unterdessen Besuch von Julia Gassen (Theresa Berlage), die die Beauftragung der Reinigungskräfte in den Behörden zentralisieren möchte. | 7. Jan. 2019       |
| 428        | 6         | Im Zweifel                       | Der Prominente Boris Jahn (Beat Marti) wird von seiner Mitarbeiterin Marie Steinberg (Antonia Bill) der Vergewaltigung beschuldigt. Das Team des PK 14 ermittelt in dem Fall, der in der Öffentlichkeit hohe Wellen schlägt. Letztlich finden sie heraus, dass die Vorwürfe von Frau Steinberg erfunden wurden, um die tatsächliche, jedoch schon länger zurückliegende, Vergewaltigung von Henriette Mühl (Catherine Bode) zu rächen. | 21. Jan. 2019      |
| 429        | 7         | Blinde Zeugin                    | Bei einem Überfall auf ein Juweliergeschäft werden wertvolle Rohdiamanten entwendet. Harry und Wellbrook verhören die einzige Zeugin des Überfalls, die blinde Ragna Blumberg, die den Überfall im Geschäft miterlebte. | 28. Jan. 2019      |
| 430        | 8         | Harrys Aussage                   | Harry wird zufällig Zeugin eines Überfalls. Der Täter Marc-André Kümmel (Luis Pintsch) ist ein vorbestrafter Intensivtäter auf Bewährung, der es allerdings regelmäßig versteht, Opfer und Zeugen einzuschüchtern, und so zu verhindern, dass jemand gegen ihn aussagt. Nachdem Harry Kümmel als Täter identifiziert hat, findet sie auch sich und ihre kleine Familie in Kümmels Visier. | 4. Feb. 2019       |
| 431        | 9         | Freibad                          | Serieneinbrecher treiben im hochsommerlichen Hamburg ihr Unwesen. Alle Opfer waren Gäste eines bestimmten Freibads. Bei einem Undercovereinsatz in jenem Freibad trifft Nina auf ihren Vater (Tomek Nowicki), ohne den sie aufwachsen musste, während Lukas' Dienstwaffe entwendet wird. | 11. Feb. 2019      |
| 432        | 10        | Entführung auf Anfrage           | Das Ehepaar Melanie (Brigitte Zeh) und Peter Holthusen (Andreas Christ) erscheinen auf dem Revier 14 und kündigen an, dass sie sich am nächsten Tag anlässlich ihres Hochzeitstages von einer Eventagentur „entführen“ lassen würden. Die Polizei informieren sie vorsorglich, um keinen teueren Polizeieinsatz zu provozieren. Kurz nach der „Entfürung“ wird allerdings in die Wohnung der Holthusens eingebrochen. Herr Holthusen bricht das Spiel vorzeitig ab und schließlich verschnwindet seine Frau aus den Händen des „Entführers“ und wird offenbar tatsächlich entführt. | 18. Feb. 2019      |
| 433        | 11        | Das zweite Gesicht               | Als eine dunkle Gestalt nachts versucht, durch ein Fenster in eine Wohnung einzusteigen, greifen Harry Möller und Piet Wellbrook sofort ein. Überrascht stellen die Polizisten fest, dass es sich bei der Einbrecherin um die Rentnerin Maria Herking handelt, die 58 Jahre lang in genau dieser Wohnung lebte. | 25. Feb. 2019      |
| 434        | 12        | Duell auf der Rennbahn           | Das Bahnradnachwuchstalent Malte Lakowsky (Emil von Schönfels) erleidet bei der Rückfahrt von einer Party einen Unfall mit seinem Rennrad. Schnell gerät der Rentner Friedhelm Kostloff (Michael Hanemann) in Verdacht, den Unfall verursacht und Unfallflucht begangen zu haben. Aber auch sein Freund und Konkurrent Jonathan Pricker (Luke Matt Röntgen) steht unter Verdacht, ihn vor einem wichtigen Rennen aus dem Weg räumen zu wollen. Harry und Piet ermitteln derweil im Fall des Diebstahls eines Schwanentretbootes. | 4. März 2019       |
| 435        | 13        | Der Falke                        | Der Falke von Jan Fock (Patrick Joswig) und seinem Sohn Torge verschwindet spuirlos. Fock beschuldigt seinen Schwiegervater, den Taubenzüchter Gernod Lober (Wolfgang Häntsch), da dieser Fock für den Unfalltod seiner Tochter, Focks Frau und Thorges Mutter, verantwortlich macht. Nina und Lukas ermitteln derweil wegen illegaler Drohnenflüge in Wohngebieten. | 11. März 2019      |
| 436        | 14        | Rettungskind                     | Nina und Lukas klingeln bei Miriam Husmann (Lisa Karlström), weil deren geparktes Auto beschädigt wurde. Da sie ein Baby bei sich hat und sich auffällig verhält, reagiert Nina richtig und bringt die Situation mit der Fahndung nach einem entführten Baby in Zusammenhang. Gemeinsam mit Lukas befreit sie das Baby und bringt es zu deren Familie zurück. Dort entdecken die Beamten, dass der jugendliche Bruder Hämatome an seinen Armen und vermuten häusliche Gewalt als Hintergrund. Karlström beteuert unterdessen ihre Unschuld und behauptet, das Kind habe vor ihrer Tür gelegen. Des Weiteren müssen sich die Beamten um ihren sehr selbstbewussten Praktikanten Casper Köster (Timur Bartels) kümmern, dessen Umgang mit Menschen ausbaufähig erscheint. | 18. März 2019      |
| 437        | 15        | Krokodile                        | Die Hamburg Crocodiles, der Lieblings-Eishockeyclub von Lukas, spielt in den Play-Offs um den Aufstieg in die Zweite Bundesliga. Lukas' Jugendfreund Clemens Frey (Malte Thomsen) ist der Torwart des Vereins. Lukas und Nina werden Zeuge, wie der Kriminelle Pavel Stan (Rafael Stachowiak) Clemens schlägt. Zudem erfahren sie von Clemens' Schwester Ida (Kristin Suckow), dass Stan, der ihr suspekt ist, seit einiger Zeit bei ihnen ein- und ausgeht. Lukas vermutet, dass sich sein Jugendfreund mit der Wettmafia eingelassen hat. | 25. März 2019      |
| 438        | 16        | Das Revier explodiert            | Manfred Schwacke (Hanns Jörg Krumpholz), der vor Jahren einen Polizisten bei einer Verkehrskontrolle totgeschlagen hat, wird wegen guter Führung vorzeitig aus der Haft entlassen. Kurz darauf wird Frau Küppers von zwei Jugendlichen krankenhausreif geschlagen. Die Beamten vermuten einen Zusammenhang. Da Manfred jahrelang seine Unschuld beteuert hatte, glaubt sein Bruder Olli (Rudolf Krause), dass er tatsächlich jahrelang unschuldig einsaß. Manfred gesteht unterdessen Dirk, dass er tatsächlich damals betrunken zugeschlagen hatte. Olli, der vom Geständnis seines Bruders nichts weiß und diesen von der Polizei ungerecht behandelt sieht, schwört Rache...                                                                                         | 1. Apr. 2019       |

## Staffel 33
Die 33. Staffel (Episoden 439–452) wurde vom 27. Januar 2020 bis 4. Mai 2020 im Sender Das Erste erstausgestrahlt. Die ursprünglich zu dieser Staffel gehörenden Episoden 453 und 454 wurden infolge der COVID-19-Pandemie als Auftaktepisoden der 34. Staffel erst im Mai 2021 ausgestrahlt. Entsprechend wurde Episode 452 („Absolute Anfänger“; Erstausstrahlung: 4. Mai 2020) zur letzten Episode der 33. Staffel.
| Nr. (ges.) | Nr. (St.) | Originaltitel             | Zusammenfassung | Erstausstrahlung D |
| ---------- | --------- | ------------------------- | --- | ------------------ |
| 439        | 1         | Das neue Revier           | Vor 14 Jahren verschwand die damals dreijährige Maja spurlos und wurde wegen der seinerzeit ergebnislos bleibenden Ermittlungen schließlich für tot erklärt. Beim Umzug in das neue Revier taucht nunmehr die Schnullerkette des Mädchens hinter einem Schrank in der alten Dienststelle auf. Niemand weiß, wie sie dorthin gekommen und ob Maja vielleicht doch noch lebt. Harry Möller und Piet Wellbrook bekommen von ihrer Chefin einen Tag Zeit, der Sache nachzugehen, dann soll der Fall weiter an das Landeskriminalamt gegeben werden. | 27. Jan. 2020      |
| 440        | 2         | Kleine Haie, fette Fische | Verena Haller (Anna Blomeier) versucht mit resoluten Mitteln, ihre todkranke Mutter Gudrun (Teresa Harder) zu hindern, das Krankenhaus zu verlassen. Enkeltochter Lena (Jule Hermann) bestiehlt Gudruns alten Chef, die Kiezgröße Dieter Schick (Leander Haußmann) wegen ausstehender Gehaltszahlungen – nichtsahnend, dass sie dabei die Beute aus einem Überfall Schicks kurz zuvor an sich genommen hat. Schick macht sich bewaffnet auf die Suche nach den Hallers. | 3. Feb. 2020       |
| 441        | 3         | Der Preis eines Kindes    | Harrys Sohn Matthies wird beinahe von einem Raser überfahren, doch der griechische Student Dimitrios (Danilo Kamperidis) aus Kreta rettet den Jungen und erleidet dabei einen Schädelbruch. Harry und Piet finden schnell heraus, dass es sich bei Dimitrios um ein Mitglied einer Bande von Taschendieben handelt, nach der die Polizei Hamburg seit längerem fahndet. Harry findet heraus, dass Dimitrios dort nicht aus Habgier mitmacht, sondern um seiner todkranken Schwester auf Kreta die lebensrettende OP zu finanzieren. Während Harry nach einer Lösung für Dimitrios' Schwester und gemeinsam mit Piet nach dem Hintermann der Diebstähle fahndet, der auch Frau Küppers zum Opfer gefallen ist, sind Nina und Lukas dem Raser, der Fahrerflucht begangen hat, auf der Spur. | 10. Feb. 2020      |
| 442        | 4         | Einsame Herzen            | Marie Helmers (Maike Bollow) verbringt den Abend mit dem zehn Jahre jüngeren Marc Clausen (Hannes Wegener), den sie über eine Datingplattform kennengelernt hat. Als sie früher als geplant nach Hause kommt, ertappt sie beinahe dessen Komplizen Tobias Lösche (Dominik Bliefert), der ohne größere Beute flüchten kann. Da die beiden für eine ganze Serie von Einbrüchen ähnlichen Musters verantwortlich zu sein scheinen, versuchen Nina, Lukas und Daniel eigenmächtig, mit Nina als Lockvogel das Duo zu überführen. | 17. Feb. 2020      |
| 443        | 5         | Nina Undercover           | Der LKA-Beamte Hehnitz taucht mit seiner Kollegin Pawlowa im Revier 14 mit einem besonderen Anliegen auf. Der zwielichtige in Hamburg ansässige russische Geschäftsmann Roman Gregorowitsch (Tambet Tuisk) gibt in Hamburg einen Empfang. Dies eröffnet die einmalige Gelegenheit, dort eine Kollegin einzuschleusen, die nach Beweisen für den Handel mit gefälschten Krebsmedikamenten suchen soll. Da die eigentlich vorgesehene Kollegin kurzfristig ausfällt, möchte Hehnitz Nina für die Aufgabe rekrutieren. Diese stimmt trotz Frau Küppers’ Bedenken zu. Während der Einsatz läuft, findet Hannes zufällig heraus, dass Nina sich in größerer Gefahr befindet als angenommen. | 24. Feb. 2020      |
| 444        | 6         | Der Idiot                 | Harry und Piet werden von der kleinen Jelena zu einem Streit zwischen ihrer Mutter Therese Tramkvinn (Nina-Friederike Gnädig) und ihrem Vater Fynn Haubing (Max Hopp) gerufen. Haubing ist verletzt, möchte aber keine Anzeige erstatten. Derweil wird Thereses Nachbarn Bert Krämer (Michael Ihnow) ein wertvoller Baum gestohlen. Dieser verdächtigt Thereses neuen Partner Julius Moor (Mirco Kreibich). | 2. März 2020       |
| 445        | 7         | Der große Tanz            | Erster Einsatz für Ninas Vertretung Jessy Jahnke (Farina Flebbe): gemeinsam mit Lukas greift sie die 17-jährige Michelle Schlüter (Valerie Stoll) auf, als diese gerade von einem Ladenraub zu flüchten versucht. Sie beteuert ihre Unschuld. Zacharias „Zappa“ Martens (Winfried Glatzeder) wird verletzt aufgegriffen und verlangt nach Piet, der in Zappas Laden früher einmal gejobbt hat. Piet ahnt, dass Zappas Aussage, dass er von Jugendlichen zusammengeschlagen sei, nicht stimmt. | 9. März 2020       |
| 446        | 8         | Der falsche Polizist      | Die Streithähne Daniel und Jessy werden zu einer gemeinsamen Streife eingeteilt. Während dieser werden sie von einem falschen Polizisten (David Simon) in einem Escape-Room eingesperrt und ihres Dienstwagens beraubt. Während die beiden Beamten verzweifelt einen Ausweg suchen, bringt der falsche Polizist ungewollt sich und andere in Gefahr. | 16. März 2020      |
| 447        | 9         | Schlüsselmomente          | Harry und Piet entdecken zufällig einen Einbruch bei einem Schlüsseldienst im Kontorhausviertel. Die Einbrecher können entkommen, obwohl Harry einen der beiden stellt. Der Inhaber Hans Adler liegt tot am Boden, starb aber eines natürlichen Todes, wie die Obduktion ergibt. Verdächtig sind die Auszubildende Nele Jansen (Emilia Nöth) und ihr Freund Max Gröning (Arne Kertész). Derweil versuchen Jessy und Lukas, dem zwielichtigen Ex-Manager Urs Jäggi (Daniel Rohr), Kokainhandel nachzuweisen. | 23. März 2020      |
| 448        | 10        | Die Frau auf der Insel    | Eine unbekannte Frau (Oda Thormeyer) mit eleganter und gepflegter Erscheinung sitzt in einem SUV auf dem Fischmarkt im Halteverbot. Der Wagen ist gepanzert und ohne Kennzeichen und die Fahrerin gibt vor, eine Bombe im Auto zu haben. Lukas und Jessy verständigen Frau Küppers, die die Frau ebenfalls nicht dazu bringt, aus ihrem Auto zu steigen. Katharina von Stetten (Ruby M. Lichtenberg) wird derweil aufgegriffen, weil sie Tiere vor Tierversuchen hat retten wollen. Ihre Schwester ist mit ihrem Freund auf einer Demonstration gegen Tierversuche in der Nähe des Fischmarktes. Die Beamten vermuten einen Zusammenhang mit der Bombendrohung und der Demonstration. | 30. März 2020      |
| 449        | 11        | Hochdosiert               | Jessy und Lukas werden zu einem Club gerufen, in dem es zu einem Zwischenfall mit Ecstasy gab, bei der zwei Männer vergiftet wurden. Aufgrund der bei den Männern geführten Menge wird klar, dass es sich um Dealer handelt, einer von ihnen ist Maxim (Sascha Weingarten). Schnell findet Lukas aufgrund Jessys Verhalten heraus, dass es sich bei diesem um eine Jugendliebe von ihr handelt. Bald gerät Jessy unter Verdacht, Ermittlungsergebnisse an diesen verraten zu haben. | 6. Apr. 2020       |
| 450        | 12        | Pauls Rückkehr            | Harry und Piet werden zu einem Einsatz zur Festnahme zweier Drogendealer in den Hamburger Containerhafen gerufen. Dort treffen sie auf Wilhelmsburger Kollegen, unter ihnen befindet sich ihr Ex-Kollege Paul Dänning, der über ein Jahr zuvor nach Schleswig-Holstein gegangen war. Piet wird niedergeschlagen und sieht nur, wie Paul den Verdächtigen Armin Kros (Quintus Hummel) niederschießt. Er behauptet, in Notwehr gehandelt zu haben, doch es wird keine Waffe gefunden. Kommissarin Abt (Katja Studt) von der Dienststelle für interne Ermittlungen schaltet sich ein. | 20. Apr. 2020      |
| 451        | 13        | Immer wieder Montag       | Polizeihauptmeister Krabbe erlebt vier Mal denselben Montag, an dem er die kranke Polizeioberrätin Küppers vertritt und trotz seines Eifers alles richtig zu machen, am Ende des Tages Tote zu beklagen sind. Er ist völlig verzweifelt, bis er erkennt, dass er nicht allein auf der Welt ist. Am fünften Montag dieser Zeitschleife schlägt Krabbe Frau Küppers seinen Kollegen Schirmer als Vertretung vor. Der Tag verläuft dann ohne Todesfälle und der Bann der Zeitschleife ist gebrochen. | 27. Apr. 2020      |
| 452        | 14        | Absolute Anfänger         | Jessy hat sich einen Knöchelbruch zugezogen und muss krank zu Hause bleiben. Sie beobachtet aus Langeweile ihren Nachbarn Tobias Schäferkamp (Martin Wißner), der liebevoll mit seiner Freundin tanzt. Als diese am nächsten Tag leblos am Boden liegt, ruft Jessy den Notarzt, doch Schäferkamp wimmelt den Rettungsdienst ab. Nur mit Mühe lässt sich Lukas überzeugen, mit ihr Schäferkamp zu beobachten. Unterdessen werden Harry und Piet von der kleinen Charlotte auf Trab gehalten, die behauptet, vernachlässigt und in der Schule gemobbt zu werden. Dirk verabschiedet sich nach 30 Jahren vom Revier 14 und zieht in die weite Welt. | 4. Mai 2020        |

## Staffel 34
Die Episoden 453 und 454, deren Ausstrahlung ursprünglich für Frühjahr 2020 im Rahmen der 33. Staffel angekündigt war, wurden zum Auftakt der 34. Staffel ab dem 15. März 2021 im Sender Das Erste erstausgestrahlt. Dabei wurden im Frühjahr zunächst nur 9 neue Episoden gezeigt; weitere 9 Episoden folgten im Winter.
| Nr. (ges.) | Nr. (St.) | Originaltitel                | Zusammenfassung | Erstausstrahlung D |
| ---------- | --------- | ---------------------------- | --- | ------------------ |
| 453        | 1         | Frau Küppers und der Tod (1) | Es ist eine merkwürdige Konferenz an diesem Morgen im PK 14: Lukas klaut Jessy den Brief mit der Nachricht über den bestandenen Eignungstest für das Mobile Einsatzkommando. Fragende Gesichter: Will Jessy weg? Auch Frau Küppers, wirkt an diesem Morgen geradezu fahrig und irritiert das Team mit einem Sinnspruch über den Lauf der Zeit. Als Daniel auch noch Harry und Piet Tipps für die Observierung von Autoknackern gibt, scheint es höchste Zeit, das Meeting zu beenden. | 15. März 2021      |
| 454        | 2         | Frau Küppers und der Tod (2) | Die Beamten vom PK 14 sind noch unentschlossen, was schlimmer ist: dass Frau Küppers sich auf unbestimmte Zeit Urlaub genommen hat oder dass Daniel vorerst das Kommissariat leitet. Frau Küppers, konfrontiert mit einer Brustkrebs-Diagnose, versucht verzweifelt, eine Bucket-List zu erstellen. Aber es will ihr nichts einfallen, was sie in Anbetracht des frühzeitigen Lebensendes noch unbedingt machen möchte. Vielmehr beschäftigt sie die Frage, warum die Onkologin Dr. Wagner in ihrer Praxis überfallen und geschlagen wurde, ohne dass der Täter etwas entwendet hat. | 22. März 2021      |
| 455        | 3         | Valentinstag                 | Es ist Valentinstag, der Tag der Liebenden. Oliver Hahne gibt seine obsessive Liebe zu Jeanette Preuss nicht auf. Und das, obwohl Hahne aufgrund einer gerichtlichen Anordnung seiner großen Liebe nicht näher kommen darf als 200 Meter. Trotzdem fährt Hahne fort, Jeanette Preuss weiter aufzulauern und versucht, das Leben des verzweifelten Opfers zu zerstören. Nina Sieveking und ihr Kollege Lukas Petersen vom PK 14 können jedoch erst dann etwas unternehmen, wenn sie Hahne auf frischer Tat ertappen. | 29. März 2021      |
| 456        | 4         | Elphi                        | Harry kann ihr Glück kaum fassen: Sie geht zum ersten Mal zu einem Konzert in den großen Saal der Elbphilharmonie, Hamburgs neuem Wahrzeichen. Kollege Lukas begleitet sie, Hannes hat den beiden Freikarten für den Popsänger Mick geschenkt, einem alten Kumpel von ihm. Doch am Eingang des Konzerthauses werden Harry und Lukas von ihren Kollegen Daniel und Nina abgefangen: Das Konzert muss kurzfristig abgesagt werden, weil Mick überfallen wurde und mit Amnesie im Krankenhaus ist. | 12. Apr. 2021      |
| 457        | 5         | Prepper                      | Die erste Welle der Corona-Pandemie machte Sebastian Grebe zum Witwer: Seine krebskranke Frau verstarb an COVID-19. Der Bezirksamtsmitarbeiter reagiert seitdem paranoid bis panisch, um seine Söhne Schorsch und Fabian vor einer Infektion zu schützen. Das einzige, was ihm zu seiner umfangreichen Survival-Ausrüstung noch fehlt, ist eine Schusswaffe. | 19. Apr. 2021      |
| 458        | 6         | Schlangen                    | Schlangenalarm im PK 14! Wo versteckt sich die Madagaskarboa? Lukas ist vor Angst wie gelähmt, was die Ermittlungen im Falle mindestens einer ausgesetzten Schlange für seine Kollegin Nina nicht leichter macht. Lukas wird unfreiwillig einer Konfrontationstherapie ausgesetzt. Ob die hilft? Auch Harry und Piet bekommen es mit einem Reptil zu tun: mit der mysteriösen Zeichnung eines Tyrannosaurus Rex nämlich. | 26. Apr. 2021      |
| 459        | 7         | Die Freiheit                 | Es wird emotional im Großstadtrevier, denn Hannes und Piet verabschieden sich aus dem PK 14. Hannes hat den Wunsch nach Veränderung kaum ausgesprochen, als sein Neffe Benni unerwartet vor seiner Tür steht, auf der Suche nach Unterschlupf für sich und seine schwangere Freundin Marisa. Daniel missfällt der plötzliche Besuch: Benni gehörte zur Hamburger Neonazi-Szene, von der er sich angeblich abgewandt hat. Doch daran glaubt Daniel nicht und wird in seiner Skepsis bestätigt, als eine Gruppe von Rechtsradikalen seinen Kollegen Hannes in der Wohnung überfällt und brutal zusammenschlägt. | 3. Mai 2021        |
| 460        | 8         | Die zwei Musketiere          | Quarantäne im PK 14! Nachdem Nina und Lukas den Einbrecher „Jacky“ Lorbeer in der Wache inhaftiert haben, muss der Amtsarzt gerufen werden: Es besteht der Verdacht, dass Jacky an dem hochinfektiösen Parimafieber erkrankt ist und die Beamten unter Umständen angesteckt hat – in erster Linie Nina, die er direkt angehustet hat. Bis in 18 Stunden das Testergebnis vorliegt, müssen alle auf der verschlossenen Wache bleiben. Nina hockt isoliert im alten Büro von Dirk Matthies – und das ausgerechnet an ihrem 34. Geburtstag. | 10. Mai 2021       |
| 461        | 9         | Fremd unter Fremden          | Die Welt im Kleinen etwas besser machen, das wollen sowohl der Seemannsdiakon Fiete Jansen als auch Dora Zuff, jeder auf seine Weise. Jansen will dem vietnamesischen Matrosen und seiner Tochter beim Start in ein neues Leben helfen. Doch weil im Hamburger Hafen mit den vielen Containern nicht nur Kaffee und Kokosnüsse in die Stadt kommen, sondern auch Kokain, sieht er sich bald in einer moralischen Zwangslage. Wie gut, dass Harry eine alte Freundin von ihm ist. | 17. Mai 2021       |
| 462        | 10        | Endlose Liebe                | Egon Stöver (Matthias Komm) misshandelt seit Jahren seine Frau Vivian (Tessa Mittelstaedt), die sich dennoch nicht von ihm lösen kann. Aber am Wochenende will sie mit ihrer Schwester Barbara (Katharina Abt) zu einem Segeltörn aufbrechen. Daniel Schirmer und Lukas Petersen werden bei der Kaffeepause wegen gehörter Schreie zum Hafen beordert, aber Stöver behauptet, das sei ein Missverständnis, während Barbara offenkundig Schmerzen hat. Die beiden Frauen fahren mit auf das PK 14, doch Vivian kann sich nicht zu einer Anzeige durchringen. Außerdem gibt Mimi Koller (Luise Oevermann) ihrem Kollegen Stöver ein Alibi. Am Abend klingelt Barbara schwer verletzt an der Haustür der Stövers. Währenddessen besucht Frau Küppers das Café ihrer verstorbenen besten Freundin, das jetzt ihr Patenkind Sinah (Pauline Pollmann) und deren Bruder (Tom Böttcher) weiterführen. Während er von der defekten Kaffeemaschine berichtet, kommt sie herein gelaufen. Die Kundin Mandy (Karo Willer) verfolgt sie und bezichtigt Sinah des Diebstahls ihrer Kreditkarte. Harry Möller und Nils Sanchez nehmen sich der Sache an. | 8. Nov. 2021       |
| 463        | 11        | Quizfieber                   | Dass Daniel Schirmer ein kluger Kopf ist, wissen alle im PK 14 längst. Als Kandidat in der Sendung „Das Vorabend Quiz“ mit Moderator Yared Dibaba gewinnt er, geht anschließend feiern und wird dabei wegen falscher 50 Euro-Scheine von Sieveking und Petersen „verhaftet“. Was hat der Imbissbesitzer Lars Krogmann (Christoph Jöde), der am Set der Quizsendung seinen Stand betreibt und plötzlich eine verbrannte Hand hat, damit zu tun? Zuerst werden die Studiomitarbeiterin Witek (Caroline Dibbern) und Requisiteurin Ebbers (Regula Grauwiller), die 200.000 € Filmgeld für „Spielberg“, den Möchtegern-Starregisseur Lesser (Marco Reimers) täuschend echt geschaffen hat, befragt. Harry und Nils versuchen derweil, der Taxifahrerin Astrid Rath (Victoria Fleer) zu helfen, deren vor vier Jahren in die Karibik durchgebrannte Freundin Sabine Jäger plötzlich wieder in Hamburg aufgetaucht ist. | 15. Nov. 2021      |
| 464        | 12        | Stumme Signale               | Genau sechs Monate nach dem Zugunglück von Iddensen vor den Toren Hamburgs mit 15 Toten und Hunderten Verletzten muss Nina Sieveking die bekannte Fernsehwettermoderatorin Marion Söndermann (Sandra Borgmann) und ihre Freundin Ina Brückner (Meriam Abbas) wegen deren Übergriff auf einen Bahnmitarbeiter am Rande einer Trauerdemo befragen. Hat Söndermann die sieben Tage am Sterbebett von Rentner Albert Regenz nur gespielt, um sich in der Öffentlichkeit positiv darzustellen? Drei Jungs stehen in einem Hi-Fi-Studio und entscheiden sich, die teuersten Kopfhörer zu kaufen. Einer zieht zum Bezahlen ein Bündel 200 €-Scheine aus der Hosentasche, was dem Verkäufer mehr als Spanisch vorkommt. Harry und Nils kümmern sich darum, aber der Junge mit den Geldscheinen türmt. Warum verhalten sich seine Eltern (Verena Wolfien und Dietmar Horcicka) so auffällig? | 22. Nov. 2021      |
| 465        | 13        | Niemand darf es wissen       | Harry Möller und Nils Sanchez werden zu einem Unfall gerufen: Der Student Florian Rösner (Lukas Zumbrock) wurde – auch laut Zeugenaussagen – offenbar absichtlich angefahren. Das Kennzeichen des Lieferwagens führt zu einer Reinigung. Dort stecken alle in der Vorbereitung einer Hochzeit. Nina Sieveking und Lukas Petersen holen sich gerade einen Kaffee, als sie von einer Domina (Mignon Remé) zu Hilfe gerufen werden: Ein Freier liegt tot mit Handschellen gefesselt in ihrem Studio. Sie tröstet sich mit Rockford, der aber eigentlich Hansi heißt, und jetzt beginnt der Kampf mit der Witwe (Sabine Urban) des Verstorbenen. | 29. Nov. 2021      |
| 466        | 14        | Königs Tochter               | Cem (Roni Zorina) und Ginger (Claudiu Mark Draghici) warten auf ihren Fahrer, um Crystal Meth in die Stadt zu bringen. Was sie nicht wissen: Dieser „Toni“ ist in Wahrheit Robert Seelmann (Wolfram Grandezka) und Fahnder des LKA Berlin. Trotz Observierung durch das PK 14 gelingt ihnen die Flucht dank Tonis Fahrkünsten. Der geht zwar Harry und Nils ins Netz, ist aber kurz darauf frei, nachdem Staatsrat König (Bernd Grawert) massiv bei Frau Küppers eingreift. Aber nicht nur Nina und Lukas sind von Seelmann und seinen Alleingängen alles andere als begeistert. Er bezieht auch noch Dirk Matthies’ Büro! Was hatte Seelmann mit König auf dem Revierhof zu besprechen? Und wieso taucht er vor ihnen bei Königs Tochter Martha (Victoria Schulz) und deren Kompagnon Erik (Christopher Fliether) auf? Auch Sanchez’ Vergangenheit stößt bei Harry Möller sauer auf, als beide auf die Barbesitzerin Lisa Geyer (Annika Martens) treffen. | 6. Dez. 2021       |
| 467        | 15        | Wahrheit oder Pflicht        | Lukas ist nachts privat unterwegs, als er einen Autoknacker bei der Arbeit beobachtet. Lukas nimmt die Verfolgung auf, wird aber von zwei Polizeikollegen gestoppt, die mutmaßen, Lukas sei selbst auf der Flucht. Mit eindeutig rassistischer Motivation misshandeln sie ihn. Als die beiden feststellen, dass Lukas ebenfalls Polizist ist, rasen sie davon. Lukas hat mit dem Vorfall schwer zu kämpfen. Er entschließt sich, Anzeige gegen die beiden Beamten zu erstatten. | 13. Dez. 2021      |
| 468        | 16        | Mitschuld                    | Bei Nina und Lukas hat er bereits einen Spitznamen: „Tankstellen-Rambo“ nennen die Beamten den Mann, der in regelmäßigen Abständen mit gestohlenen Autos Tankstellen ausraubt. Die Polizisten kriegen ihn nicht zu fassen, kommen ihm aber ein deutliches Stück näher, als in einem Parkhaus eine Passantin angefahren wird. | 20. Dez. 2021      |
| 469        | 17        | Die Kunst zu kämpfen         | Eigentlich will Nils den Kids beim Taekwondo-Training vor allem eine Möglichkeit geben – sich auszupowern. Als der Vater seines Schülers Anton überfallen wird, fällt der Verdacht schnell auf den Chef. Nils und Harry gehen der Sache nach und müssen den Teenager davor bewahren, aus Wut und Verzweiflung einen falschen Weg einzuschlagen. Einen Schubs in die richtige Richtung braucht auch die aufstrebende Lokalpolitikerin Hedda Grotelüschen. Frau Küppers bewundert die junge Frau wegen ihres Engagements und erkennt sich sogar ein bisschen in ihr wieder. | 27. Dez. 2021      |
| 470        | 18        | Königs Fall                  | Nach wie vor arbeitet Robert Sehlmann als verdeckter Ermittler mit im Team des PK 14. Sehr zum Ärger von Harry, die wenig Vertrauen in die Loyalität des Kollegen hat. Der erste Erfolg gegen die Bande, die in Hamburg große Mengen der Droge Chrystal Meth verteilt, ist verraucht: Das Schmuggeln und Dealen geht weiter. Auch Martha König, Tochter von Staatsrat Christian König, ist offenbar wieder in die Machenschaften involviert. | 3. Jan. 2022       |

## Staffel 35
| Nr. (ges.) | Nr. (St.) | Originaltitel              | Zusammenfassung | Erstausstrahlung D |
| ---------- | --------- | -------------------------- | --- | ------------------ |
| 471        | 1         | Die letzte Reise           | Eine Leiche verschwindet und Harry Möller sowie Nils Sanchez machen sich auf die Suche nach ihr. | 5. Sep. 2022       |
| 472        | 2         | Das Gesicht des Bösen      | Nach einem schweren Verkehrsunfall ist die Mutter im Krankenhaus, das Mädchen steht unter Schock. Warum hat Harry Möller solche Skrupel bei dem Fall? | 12. Sep. 2022      |
| 473        | 3         | Der tätowierte Priester    | Der Priester lässt Obdachlose auf dem Kirchengelände campieren, das gefällt nicht jedem. Wurde der Priester deshalb von jemanden mit „Gula“ beschimpft und tätlich angegriffen? Oder welches Geheimnis steckt dahinter? | 19. Sep. 2022      |
| 474        | 4         | Hoffnung ohne Jugend       | Harry Möller und Nils Sanchez ermitteln wegen krimineller Machenschaften von Heranwachsenden im Umfeld eines Jugendwohnheims. | 26. Sep. 2022      |
| 475        | 5         | Männer                     | Das Team vom 14. Revier kämpft gegen Vorurteile bezüglich Diversität und Gleichberechtigung. | 10. Okt. 2022      |
| 476        | 6         | Das Brandmal               | Harry Möller und Nils Sanchez ermitteln im Umfeld einer Hamburger studentischen Burschenschaft. In dieser „schlagenden Verbindung“ wird noch der traditionelle Fechtkampf gepflegt. Bei einem dieser Duelle wird August Schöll schwer verletzt. Die Nachforschungen ergeben, dass die Schutzbrille des Opfers mit Chloroform behandelt worden war und er auf diese Weise kampfunfähig gemacht wurde. Wurde der Student Opfer eines Anschlags? | 17. Okt. 2022      |
| 477        | 7         | Twister                    | Sammy Kowalek hat damals als „Twister“ die Polizei genarrt, indem er vor ihnen in artistischer Weise geflohen war. Obwohl er immer noch einsitzt, hat nun auf die gleiche Art ein Raub stattgefunden. | 31. Okt. 2022      |
| 478        | 8         | Falsches Spiel             | Lea und Vanessa spielen in der Rugby-Mädchenmannschaft. Lea wird mit einem Bikinifoto erpresst, aber warum reagiert Vanessa so vehement und will, dass Lea Lennard angreift? | 7. Nov. 2022       |
| 479        | 9         | Blitzbirnen und Autobumser | Zwei Gelegenheitsgauner wollen den Musiker Jan Delay entführen, um sich vom erpressten Lösegeld ein eigenes Restaurant zu finanzieren. Eine Tochter will mit inszenierten Verkehrsunfällen ihre MS-kranke Mutter unterstützen. | 14. Nov. 2022      |
| 480        | 10        | Bordsteinadler             | Ronny Zielinski scheint den Absprung aus seiner Einbrecherlaufbahn geschafft zu haben. Doch dann wird eines Tages in das Haus der Eltern seiner Verlobten eingebrochen. Vom erbeuteten Diebesgut können nur der Familie nahestehende Personen gewusst haben. So bleibt nicht aus, dass Ronny Zielinski zum engeren Kreis der Verdächtigen gehört. | 21. Nov. 2022      |
| 481        | 11        | Die schlafende Unschuld    | Nina Sieveking wird das PK 14 verlassen. Bevor das offiziell bekanntgegeben wird, möchte sie darüber jedoch ihren engsten Kollegen Lukas Petersen informieren. Doch das ist nicht möglich, da die beiden herausfinden müssen, wer Felix Diemer überfallen hat: Herr Diemer ist im Krankenhaus und liegt mit schweren Kopfverletzungen im Koma. | 12. Dez. 2022      |
| 482        | 12        | Bei aller Liebe            | Die Gefühlswelten fast aller Beteiligten geraten ziemlich durcheinander: Da ist Björn Liebig, der sich von seinem neuen Freund als dubioses Bekenntnis zur monogamen Zweisamkeit einen „Peniskäfig“ anlegen lässt. Als sich dieser plötzlich nicht mehr öffnen lässt, sollen Nina und Lukas Björn aus der delikaten Klemme helfen. Und da ist das Ehepaar Böckmann, das kurz vor seiner Goldenen Hochzeit steht. Doch plötzlich verbringt Rolf Böckmann sehr viel Zeit bei der neuen, jüngeren Nachbarin … Sogar zwischen Harry und Nils entsteht ein großes Missverständnis, das Harry ungewöhnlich emotional gegenüber ihrem Zivilpartner werden lässt. | 19. Dez. 2022      |
| 483        | 13        | Auf den Hund gekommen      | In dieser Folge geht es um zwischenmenschliche Beziehungen und um delikate Situationen rund um das Liebesleben. Zum Beispiel ist da das Ehepaar Böckmann. Es steht kurz vor seiner Goldenen Hochzeit. Doch auf einmal verbringt Ehemann Rolf Böckmann sehr viel Zeit mit der neuen und deutlich jüngeren Nachbarin. | 2. Jan. 2023       |
| 484        | 14        | Herzlich willkommen        | Bentes erster Arbeitstag auf dem PK 14 beginnt wenig erfreulich: Auf dem Weg zur Arbeit pöbelt sie ein Radfahrer an. Dann bittet die Freundin, bei der sie wohnt, um ihren schnellstmöglichen Auszug. Und auf der Wache muss Bente beweisen, dass sie nicht das Landei ist, für das sie gehalten wird. Als sie und Lukas auf Streife die verletzte Linda auflesen, schwant Bente, dass die junge Frau ihr über die Ursache der Verletzung nicht die Wahrheit sagt. | 9. Jan. 2023       |
| 485        | 15        | Mein großer Freund Fred    | Bente und Lukas erwischen den neunjährigen Benji beim Lebensmittelklau. Der Junge behauptet, Tiefkühlspinat und Möhren seien für seinen großen Freund Fred. Doch den gibt es gar nicht, wie die Beamten von Benjis Vater erfahren. Seit die Mutter nach Kanada gezogen ist, flüchtet sich das Kind offenbar in eine Fantasiewelt. Der gesundheitlich angeschlagene Vater ist mit der Situation überfordert. | 16. Jan. 2023      |
| 486        | 16        | Taxi, Taxi                 | Manche Taxifahrten hinterlassen einen nachhaltigen Eindruck. Eine mysteriöse Geschichte über einen vorgetäuschten Selbstmord, inszeniert als perfekter Mord, erzählt ein Fahrer Frau Küppers ungefragt. Richtig unheimlich wird der Vorfall am nächsten Tag, als die Zeitung über den geschilderten Freitod berichtet. | 23. Jan. 2023      |

## Staffel 36
Die 36. Staffel umfasste 12 neue Folgen und wurde seit dem 9. Oktober 2023 ausgestrahlt. Die Folge 497 wurde zunächst nicht ausgestrahlt und wurde zwischen Folge 499 und Folge 500 gezeigt.
| Nr. (ges.) | Nr. (St.) | Originaltitel              | Zusammenfassung | Erstausstrahlung D |
| ---------- | --------- | -------------------------- | --- | ------------------ |
| 487        | 1         | Die kleine Schachspielerin | Zufällig lesen Harry und Nils auf dem Kiez die kleine Lena auf, die verängstigt vor etwas oder jemandem wegrennt. Sie nehmen die Zwölfjährige mit auf die Wache, doch das Mädchen verrät mit keinem Wort, was passiert ist. | 9. Okt. 2023       |
| 488        | 2         | Ehemals beste Freunde      | Der letzte Wunsch einer verstorbenen Freundin bringt Helmut ziemlich in Bedrängnis: Sie möchte, dass er mit seinem früheren Kumpel Alfi auf ihrer Trauerfeier singt. Doch die einst besten Freunde haben sich vor langer Zeit nicht im Guten voneinander getrennt. | 16. Okt. 2023      |
| 489        | 3         | Tod eines Freundes         | Einen Tag nach seinem Überraschungsbesuch auf der Wache wird Harry Möllers erste große Liebe als vermisst gemeldet. Trotz eines später auf einer Elbbrücke gefundenen Abschiedsbriefes glaubt Harry nicht an einen Selbstmord. | 23. Okt. 2023      |
| 490        | 4         | Millionärin wider Willen   | Nuri scheint zurzeit eine Pechsträhne zu haben. Neben anderen Pannen ist es jetzt auch noch so, dass die in der Hausbesetzerszene sehr aktive Frau plötzlich sechs Millionen Euro im Lotto gewonnen hat. Das soll natürlich niemand erfahren, weil Nuri damit sofort in der Szene der Hausbesetzer ihren Status und damit auch das geliebte Umfeld ihres täglichen Lebens verlieren würde. | 30. Okt. 2023      |
| 491        | 5         | Träumen auf Spanisch       | Harry und Nils werden in die Seniorenresidenz „Nuper Fortuna“ gerufen: Einer alten Dame ist eine wertvolle Halskette gestohlen worden. Ihre blinde Mitbewohnerin Friederike Schindler hat nachts jemanden über die Flure schleichen hören, kann die Person aber leider nicht identifizieren. | 6. Nov. 2023       |
| 492        | 6         | Hamburger Elite            | Nur das Beste für ihr Kind – das wünschen sich wohl alle Eltern. Aber was, wenn sich nach Jahren herausstellt, dass das Beste von einst es heute nicht mehr ist? Nicole Amsinck quält sich mit genau diesen Gedanken, von denen die Ermittler Harry und Nils noch nichts ahnen, als sie ihren Sohn Marc Amsinck sprechen wollen. Diese Folge ist ein Crossover mit der Kinder- und Jugendserie Die Pfefferkörner. Ferri (Spencer König) und Clarissa (Charlotte Matz) aus den Generationen 10 und 11 unterstützen die Polizeibeamten bei den Ermittlungen. | 13. Nov. 2023      |
| 493        | 7         | Flüssiges Gold             | Kleine Privatbrauereien haben es nicht leicht, auch die Schwestern Angelika und Lilli Wagner kämpfen mit ihrem „Gerstenglück“ ums Überleben. Von der Belieferung des „Elbtownfestivals“ versprechen sich die Wagners ihre Rettung. Doch sie werden sabotiert: Jemand öffnet die Braukessel, 4000 Liter Bier laufen aus und sind verloren. | 20. Nov. 2023      |
| 494        | 8         | Das neue Ich               | Frau Küppers ist nicht gerade für ihr ausschweifendes Privatleben bekannt. Umso mehr schätzt sie die Freundschaft zu Isabelle Jacoby, einer vermeintlich erfolgreichen Geschäftsfrau, die im Nachbarzimmer des gleichen Hotels wohnt. Frau Küppers genießt die gemeinsamen Abende an der Bar samt anregender Gespräche. Kein Thema, dass sie auch die Hotelrechnung übernimmt, als Isabelle Jacoby das Portemonnaie geklaut wird. | 27. Nov. 2023      |
| 495        | 9         | Marshmallow Mädchen        | Monate hat Sandra Freut auf diesen Moment hingearbeitet, die Modenshow sollte der Eröffnungscoup für ihre Boutique sein, in der sie Mode in Übergrößen verkauft. Doch mitten in das fröhliche Event platzt ein maskierter Motorradfahrer und schießt auf eines der Models, das augenblicklich zusammenbricht. | 4. Dez. 2023       |
| 496        | 10        | Opfer oder Täter           | Ausgerechnet Daniel soll auf einer verbotenen Demonstration eine Teilnehmerin angegriffen, geschlagen und verletzt haben! Daniel selbst wurde bewusstlos geschlagen und kann sich an nicht mehr viel erinnern. Niemand aus dem Team vom PK 14 kann sich vorstellen, dass an den Anschuldigungen etwas dran ist – doch es steht Aussage gegen Aussage. | 11. Dez. 2023      |
| 497        | 11        | Weiß wie Schnee            | Die Stammwäscherei von Lukas hat wegen einer horrenden Mieterhöhung finanzielle Schwierigkeiten, zudem bricht der Kleinkriminelle Karl Bender in die Wäscherei ein, später wird er von Angestellten des Restaurants, in dem die Tochter der Wäscherei, Frauke Jensen (Roxana Safarabadi) putzt, zusammengeschlagen. Die Beamten vermuten, dass dies kein Zufall ist. | 21. Okt. 2024      |
| 498        | 12        | Puderzuckerexpress         | Der LKA-Beamte Sehlmann gibt sich als Security-Mann für ein Bordell aus, Nils als Helfer für die Kiez-Größe Falk Drach. Ziel der Ermittlungen ist die Ankunft des „Puderzuckerexpress“ einer mutmaßlichen Drogenlieferung aus Tschechien. Doch der Puderzuckerexpress entpuppt sich als Vehikel für organisierten Menschenhandel. | 18. Dez. 2023      |

## Staffel 37
Die Folge 497 der 36. Staffel wurde nach Folge 499 erstausgestrahlt. Die Sendetermine folgten nicht den Episodennummern.
| Nr. (ges.) | Nr. (St.) | Originaltitel                   | Zusammenfassung | Erstausstrahlung D |
| ---------- | --------- | ------------------------------- | --- | ------------------ |
| 499        | 1         | 13 Schuss                       | Wie in Folge 431, wird Lukas erneut seine Dienstwaffe bei der Lebensrettung eines Menschen entwendet. Elias Gärtner (Nils vom Dorp) gerät in Verdacht, die Waffe gestohlen zu haben, um seine Mutter vor seinem gewalttätigen Vater zu beschützen. | 14. Okt. 2024      |
| 500        | 2         | Vendetta                        | In der Jubiläumsfolge taucht plötzlich Dirks Boot, die „Repsold“ wieder auf, an Bord befindet sich Mercedés de Silantro (Silvana Veit), Tochter eines kolumbianischen Gangsters, der vor zwanzig Jahren mit seinem damaligen Komplizen vom Hamburger Kiez, Karl Dostal (Conrad F. Geier), einen Raub verübt hat. Sie fordert den Anteil ihres Vaters ein. Droht ein neuer Kiezkrieg? Dirk scheint aus der Ferne bei der Aufklärung nachzuhelfen.           | 28. Okt. 2024      |
| 501        | 3         | Ausflug in die Hölle            | Das erste Date von Inke Hamann (Kya-Celina Barucki) und Finn Eggert verläuft anders als geplant. Weil Finn noch nicht Auto fahren kann, kommen sein Bruder Ben und dessen gewaltbereiter Freund Robin mit. Die Polizei bemerkt die Gefahr, als ein kleines Mädchen auf der Wache das Hilfezeichen mit der Hand macht. Sie erklärt, die Geste habe ein Mädchen gezeigt, das zusammen mit drei Jungs in einem Auto saß. Ein Wettlauf gegen die Zeit beginnt. | 6. Jan. 2025       |
| 502        | 4         | Blut im Paradies                | Der Rentner Karsten Mohnke (Jens Weisser) wird in seinem Kleingarten niedergeschlagen. Lukas und Bente finden heraus, dass er als Einziger das Abfindungsangebot der Firma Rückert-Bau für eine Räumung seines Kleingartens zugunsten des Wohnungsbaus angenommen hat, die übrigen Kleingartenbewohner wollen für den Erhalt ihrer Gärten kämpfen. Gleichzeitig wird das Büro der Baufirma verwüstet.                                                      | 11. Nov. 2024      |
| 503        | 5         | Loverboy                        | Jenny Rabe (Lilly Barshy) wird von Harry und Bente in einem Bordell aufgegriffen. Sofort haben die Beamten den Verdacht, dass der Zuhälter Rico Barkowski sie mit der Loverboy-Methode zur Prostitution verleitet. Insbesondere Bente engagiert sich sehr, Jenny zu helfen. | 18. Nov. 2024      |
| 504        | 6         | Zombie                          | Niels hat in einem Club exzessiv gefeiert und wacht am nächsten Tag mit einem Filmriss auf. Er soll im Club randaliert und eine Frau geschlagen haben. Als die Frau Strafanzeige gegen Nils stellt und auch ein Film aus einer Überwachungskamera ihn belastet, spricht alles gegen ihn. | 25. Nov. 2024      |
| 505        | 7         | Gefährliche Nachbarschaft       | Der ehemalige Polizist Dietmar Ohlsen (Axel Gottschick) verursacht einen Autounfall mit seinem Nachbarn Jörg Brinkmann (Moritz Vierboom). Schnell wird klar, dass Ohlsen seinen Nnachbarn und dessen Frau observiert. Tatsächlich haben die beiden ein Geheimnis. Derweil lässt sich Helmut Husmann das Angebot durch den Kopf gehen, vorzeitig in den Ruhestand zu gehen.                                                                                 | 2. Dez. 2024       |
| 506        | 8         | Der Junge mit der Panzerfaust   | Eine Sicherheitsangestellte wird auf einem verlassenen Firmengelände beschossen. Als Harry und Nils eintreffen, werden auch diese beschossen. Schnell stellt sich heraus, dass die Waffe zusammen mit einigen anderen Waffen aus einer Bundeswehrkaserne gestohlen worden sind, unter anderem fehlen auch Panzerfäuste. Was haben die Täter damit vor? | 9. Dez. 2024       |
| 507        | 9         | Hamburger Delikatessen          | Der Essenslieferant Timo Rinke (Garry Fischmann) stürzt bei einer Auslieferung, nachdem er gegen die geöffnete Tür eines PKW prallt. Eine Auswertung seiner Dashcam ergibt, dass der vermeintliche Unfall mutwillig herbeigeführt wurde. | 16. Dez. 2024      |
| 508        | 10        | Jagd nach dem verlorenen Schatz | Daniel und Patrick werden aufgrund Personalmangels der beauftragten Security-Firma dazu abgestellt, eine Nacht lang in einem Ausstellungsraum in der Speicherstadt eine wertvolle ägyptische Figur zu bewachen. Durch eine List lassen sich die beiden Beamten ablenken und die Figur wird gestohlen. | 23. Dez. 2024      |
| 509        | 11        | Klimakiller-Killer              | Der Barkasseneigentümer Horten (Michael Weber) wird auf seiner Barkasse niedergeschlagen. Im Revier erstattet er Anzeige ggegen seine Ehefrau Brigitte (Kerstin Römer), mit der er in Scheidung lebt. Als Tatverdächtige kommen jedoch auch eine Gruppe jugendlicher Klimaaktivisten und ein ehemaliger Angestellter Hortens in Betracht. | 30. Dez. 2024      |
| 510        | 12        | Knut                            | Auf einem Recyclinghof werden Kupferkabel gestohlen. Der am Asperger-Syndrom leidende Wachmann Knut wird verdächtigt, beteuert aber seine Unschuld. Als allerdings die alleinerziehende Reinigungskraft Ariana verdächtigt wird, in die er verliebt ist, legt er ein Geständnis ab. Will er sie nur schützen? | 4. Nov. 2024       |
| 511        | 13        | Weichgekocht                    | Der Sternekoch Platsmann (Uwe Dag Berlin) verschwindet. Zuerst gehen die Beamten von einer Auszeit aus; die Anzeichen einer Entführung mehren sich aber. Allerdings fordert niemand Lösegeld... | 13. Jan. 2025      |
| 512        | 14        | Bruderkrieg                     | Der Schiedsrichter Fahri (Skandar Amini) gibt ein Tor des Stürmers Matthias (Samy Abdel Fattah) nicht, sondern pfeift Abseits. Die Situation zwischen Mannschaft und Schiedsrichter eskaliert und Matthias rächt sich an Fahri. Die beiden sind Halbrüder. Ihr gemeinsamer Vater betreibt den Imbisswagen am Sportplatz und verkauft dort nicht nur Würstchen.                                                                                             | 20. Jan. 2025      |
| 513        | 15        | Schutzgeld                      | | –                  |
| 514        | 16        | Nichts mehr wie es war          | | –                  |

## Spielfilme
| Nr. (ges.) | Nr. (St.) | Originaltitel        | Zusammenfassung | Erstausstrahlung D |
| ---------- | --------- | -------------------- | --- | ------------------ |
| -          | 1         | St. Pauli, 06:07 Uhr | Es ist 06:07 Uhr, als Nina Sieveking auf dem Heimweg in der U-Bahn Station St. Pauli brutal zusammengeschlagen wird. Zudem wird ihr die Dienstwaffe entwendet. Eine äußerst traumatische Lebensphase beginnt.                                                      | 19. Mai 2021       |
| -          | 2         | Im Moment der Angst  | Als Harry Möller und Nils Sanchez in eine Massenschlägerei eingreifen, werden Harry und Rettungssanitäterin Mirja Grabowski schwer verletzt. Die Sanitäterin stirbt im Krankenhaus. In diesem psychischen Ausnahmezustand Harrys beginnt die Aufklärung des Falls. | 6. Jan. 2025       |